# Crocodile de l'Orénoque
Vous lisez un « bon article » labellisé en 2016.
Crocodylus intermedius
Espèce
Synonymes
- Crocodilus journei Bory, 1824
- Mecistops bathyrhynchus Cope, 1861

Statut de conservation UICN

 CR A1c, C2a : 
En danger critique
Statut CITES
Le Crocodile de l'Orénoque (Crocodylus intermedius) est une espèce de crocodiliens de la famille des Crocodylidae. Il est considéré comme le plus grand prédateur de l'écosystème de l'Orénoque et de ses affluents, et plus généralement comme le plus grand prédateur d'Amérique latine, avec une taille pouvant aller jusqu'à 7 mètres. Il est endémique du bassin de l'Orénoque, situé en Colombie et au Venezuela, et ne fréquente que les eaux douces. Les populations les plus importantes de crocodiles de l'Orénoque se situent au niveau des ríos Cojedes et Capanaparo.
Il est caractérisé par un museau plus effilé que celui des autres espèces de crocodiles, à l'exception de celui des gavials. Son tronc, robuste et aplati, est plus large, au niveau de la partie centrale, qu'aux extrémités. La surface dorsale est recouverte de plaques osseuses tandis que les flancs et le ventre n'ont pas d'ostéoderme. Ses plaques ventrales présentent des organes sensoriels inter-tégumentaires qui permettent de détecter les changements dans la pression osmotique de l'eau. Trois variations de couleur de peau pour le Crocodile de l'Orénoque sont mentionnées : « amarillo » avec le dos et les côtés clairs, « mariposo » avec le dos gris-vert et des taches noirâtres, et « negro » avec le dos et les côtés gris sombre ou noirâtres.
Le Crocodile de l'Orénoque est considéré comme une espèce opportuniste, du fait qu'il consomme une grande variété de proies, bien qu'il ait une préférence pour un régime piscivore. Il se nourrit de poissons, de grenouilles, de serpents, d'oiseaux et de mammifères. Si les adultes n'ont pas de prédateur naturel, à l'exception de l'Homme, il en est tout autrement pour leurs œufs qui ont pour principal prédateur le Tégu commun. Quant aux nouveau-nés, ils servent fréquemment de proies à plusieurs espèces d'oiseaux et de poissons carnivores.
Les populations de Crocodiles de l'Orénoque ont été décimées dans une grande partie de leur aire de distribution en raison d'une surexploitation commerciale, de 1930 jusque dans les années 1960. Depuis les années 1970, des mesures de sauvegarde sont mises en place, en Colombie et au Venezuela. Le Crocodile est ainsi élevé dans des fermes dédiées, avec pour objectif sa réintroduction dans son habitat naturel. Depuis 1996, l'Union internationale pour la conservation de la nature (UICN) considère qu'il s'agit d'une « espèce en danger critique d'extinction » (CR), après l'avoir classée en 1982 en tant qu'« espèce en danger » (EN). En 2013, environ 1 500 spécimens à l'état sauvage sont dénombrés au Venezuela et moins de 200 en Colombie.

## Description

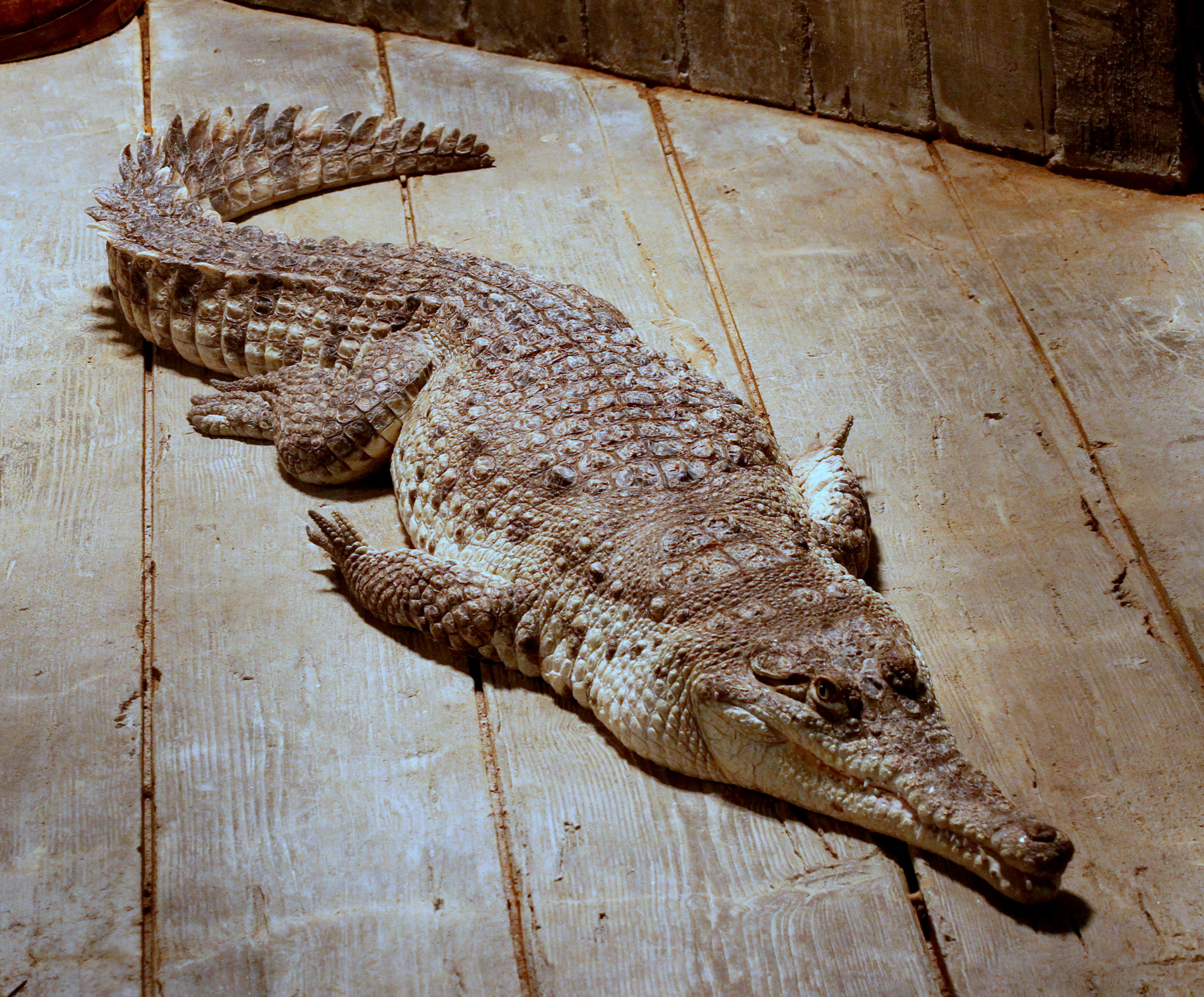
Crocodile de l'Orénoque.

### Taille et poids
Le Crocodile de l'Orénoque est considéré comme le plus grand prédateur d'Amérique latine, avec une taille pouvant aller jusqu'à 7 mètres,. En 1800, Alexander von Humboldt reporte qu'il a trouvé un spécimen de 6,78 mètres, mesure prise par son compagnon de voyage Aimé Bonpland. Selon Donoso (1966), le frère Jacinto de Carvajal aurait mentionné dans ses écrits un crocodile dont la taille était de 25 pieds espagnols, soit 696 cm, lors de son voyage le long du río Apure en 1618. Néanmoins, selon Merchán et al. (2012), la longueur maximale ne dépasserait pas 450 cm. La taille moyenne des femelles à l'état sauvage est de 306 cm et la taille maximum est de 360 cm.
En captivité, à la station de biologie tropicale Roberto Franco en Colombie, la taille maximale enregistrée pour un mâle est de 4,20 mètres pour un poids de 428 kg, et pour une femelle de 3,90 mètres pour un poids de 195 kg (2011). Au Venezuela, Colvée (1999) observe une taille maximale de 4,10 mètres pour 369 kg chez les mâles et 3,20 mètres pour 211 kg chez les femelles. En 2008, à la station biologique El Frío, Antelo mesure une femelle de 3,63 mètres de longueur.
Selon une étude menée entre 2003 et 2006 par la station biologique El Frío, la taille moyenne des nouveau-nés est de 28,6 cm de long, variant entre 25 et 33,2 cm, et le poids moyen est de 66,9 g, variant entre 48 et 87,5 g. Ces résultats obtenus en captivité corroborent ceux observés par d'autres auteurs tels que Colvée en 1999 pour des spécimens de Puerto Miranda.
Les données sur la croissance du Crocodile de l'Orénoque varient selon les auteurs. Medem (1981) enregistre une croissance moyenne de 0,6 ± 0,24 mm/jour et 4,04 g/jour. Ramírez et Perilla (1991) évaluent la croissance moyenne journalière à 1,24 mm et 27,7 g. Selon Ramo et al. (1992), la croissance moyenne en captivité du Crocodile de l'Orénoque est de 39 mm/jour pour les mâles et de 33 mm/jour pour les femelles. Blohm (1973) indique qu'ils peuvent grandir jusqu'à 0,89 mm/jour. Ces résultats variables selon les auteurs s'expliqueraient par les différences de températures de l'eau et de l'air ainsi que de l'alimentation dans les différents centres d'élevage où les études ont été effectuées. À la suite de ses recherches, Aldeima T. Pérez T. conclut que, dans des conditions optimales d'élevage, les Crocodiles de l'Orénoque ont une croissance journalière variant de 17,6 à 34,3 mm et de 17,7 à 132,9 g durant les onze premiers mois de leur vie.
Globalement, la morphologie du Crocodile de l'Orénoque n'évolue pas de manière substantielle avec l'âge, à l'exception du nombre de plaques des crêtes caudales. A contrario, comme pour les autres espèces de crocodiles, les mesures et les proportions du corps évoluent fortement avec l'âge. Crocodylus intermedius serait même l'un des vertébrés sur lesquels apparaissent les plus grandes variations ontogéniques. En effet, entre un nouveau-né de 28 cm et un adulte de grande taille (6 m), la taille est multipliée par plus de 20.

### Couleur de peau
Federico Medem (1981) mentionne trois variations de couleur de peau pour le Crocodile de l'Orénoque en Colombie : « amarillo » avec le dos et les côtés clairs, « mariposo » avec le dos gris-vert et des taches noirâtres, et « negro » avec le dos et les côtés gris sombre ou noirâtres. Cette dernière variante serait une forme de mélanisme. Au Venezuela, seules les couleurs « amarillo » et « negro » sont présentes. Le Crocodile de l'Orénoque « negro », généralement plus grand et plus agressif, ne se chaufferait pas au soleil sur les plages et n'attaquerait ses proies que sous l'eau. Pour les spécimens dont la couleur est gris-vert, cette coloration est due au développement d'algues vertes sur et entre les écailles dorsales et caudales. La zone ventrale du Crocodile de l'Orénoque est blanche, sans taches.
Au niveau du dos et sur les côtés, les jeunes Crocodiles de l'Orénoque sont de couleur gris clair, sans trace de vert. Ils ont des taches brunes, gris foncé, voire noires, depuis la nuque jusqu'à la pointe de la queue. Ces taches sont placées irrégulièrement et ne forment pas de zones compactes. Leur face ventrale est de couleur blanche de la pointe du museau jusqu'à l'orifice anal. La face ventrale de la queue, également blanche, est néanmoins recouverte de taches sombres de tailles variables.

### Tête

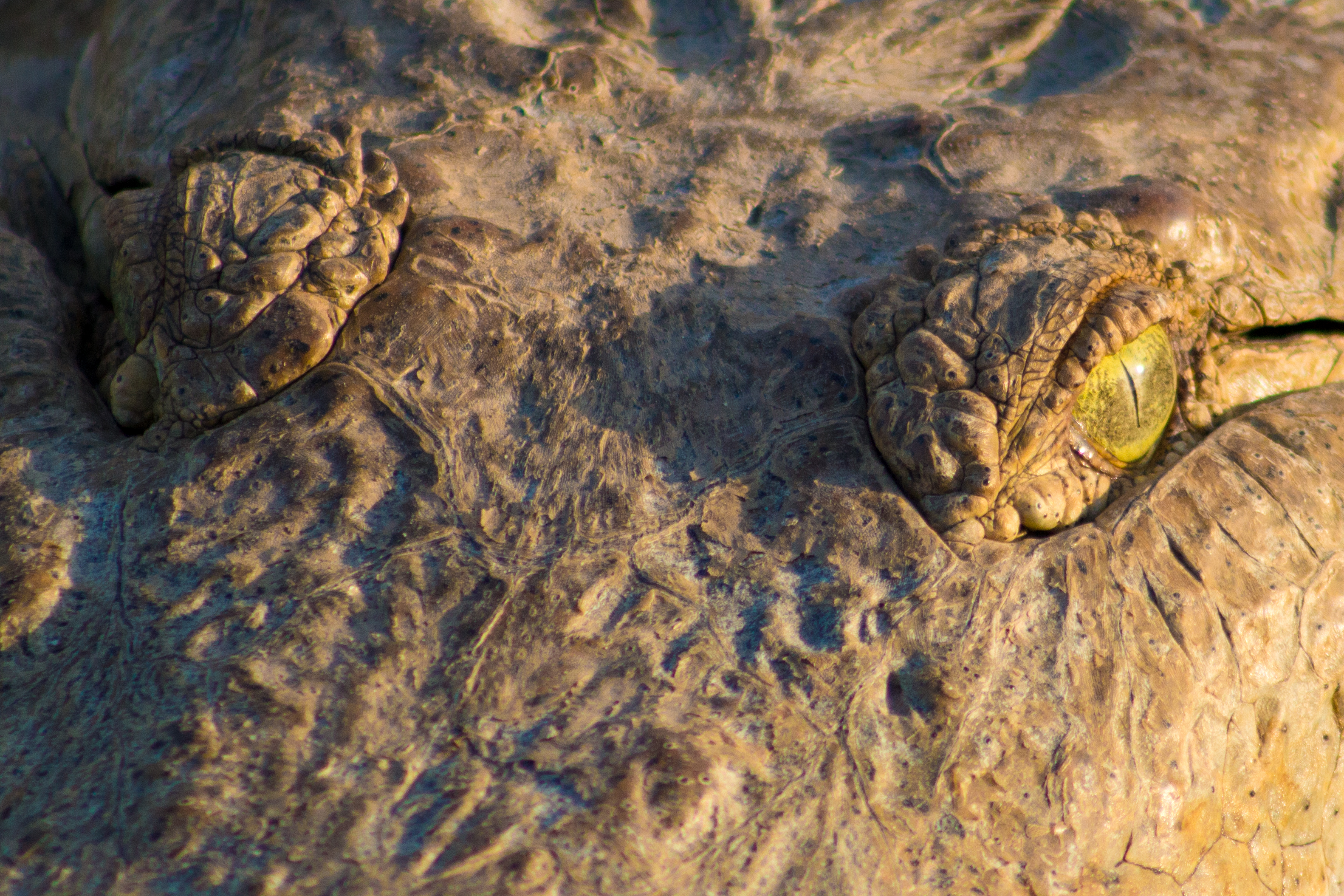
Vue du haut du crâne et des yeux d'un Crocodile de l'Orénoque.

La tête du Crocodile de l'Orénoque, plus de deux fois plus longue que large, est de forme oblongue . Le sommet est recouvert d'une plaque. Le museau, convexe et allongé, est plus effilé que celui des autres espèces de crocodiles à l'exception des gavials. S'élargissant un peu à son extrémité, il est lisse et arrondi. La symphyse mandibulaire qui est au niveau de la 6e dent et le rétrécissement osseux maxillaire qui coïncide avec la 4e dent mandibulaire sont caractéristiques de la famille des Crocodylidae. Les narines arrondies sont situées dans un enfoncement membraneux à environ 2,50 cm de l'extrémité du museau. Les yeux protubérants sont un peu enfoncés dans le crâne et disposés longitudinalement. Les paupières sont rudes et écailleuses. L'iris est de couleur vert intense tandis que la pupille est verticale et noire. La mâchoire supérieure est composée de 18 dents de chaque côté contre 16 pour la mâchoire inférieure.

### Corps
Le tronc du Crocodile de l'Orénoque, robuste et aplati, est plus large au niveau de la partie centrale qu'aux extrémités. La queue, de forme prismatique, est large et musclée au niveau de la partie antérieure. Elle est compressée latéralement et son diamètre rétrécit de manière progressive vers le bout de la queue. Les membres postérieurs sont robustes, avec quatre doigts reliés par une membrane interdigitale bien développée. Les membres antérieurs, moins robustes, portent quant à eux cinq doigts sans membrane. La peau des pattes, du cou et des flancs est recouverte de petites plaques dermiques qui peuvent être de forme arrondie, ovale, quadrangulaire ou rhomboïdale.
La surface dorsale est recouverte de plaques osseuses tandis que les flancs et le ventre n'ont pas d'ostéoderme. On dénombre fréquemment quatre post-occipitales de forme arrondie, bien qu'il puisse y en avoir jusqu'à six, situées dans la continuité de la boîte crânienne et disposées en file. Puis, viennent les plaques cervicales généralement disposées en deux rangs, le premier étant composé de quatre ou cinq plaques trapézoïdales et le deuxième de deux plaques plus arrondies. Les plaques dorsales, qui sont des plaques dermiques avec ostéoderme, sont disposées en 16 ou 17 rangées transversales. Chacune de ces rangées est composée de quatre à cinq plaques aux extrémités et de sept à huit pour celles du milieu. Les plaques ventrales sont des plaques de peau sans ostéoderme. De forme plutôt rectangulaire, elles sont disposées en 25-28 rangées transversales. Elles présentent des organes sensoriels inter-tégumentaires, Jackson et Brooks (2007) démontrant qu'ils permettent de détecter les changements dans la pression osmotique de l'eau.
La région caudale est recouverte de plusieurs anneaux en plaques dermiques, répartis en trois types selon leur morphologie et leur disposition :
- les doubles crêtes dorso-latérales, situées sur la première moitié de l'appendice caudal, se rejoignent pour former une crête simple, située au milieu du dos, qui se termine à l'extrémité postérieure. Les crêtes sont des plaques de forme triangulaire. Chez les nouveau-nés, 16 à 18 plaques composent la  double crête, contre 18 à 20 pour la simple. Chez les adultes, 17 à 20 plaques contre 17 à 18 composent respectivement la double et la simple[18] ;
- de larges plaques au niveau de la zone dorsale de la queue, entre les doubles crêtes et sur les flancs[19] ;
- des plaques plates et rectangulaires sur la zone ventrale de la queue, semblables à celles du ventre mais de plus grande taille[19].

## Distribution et habitat

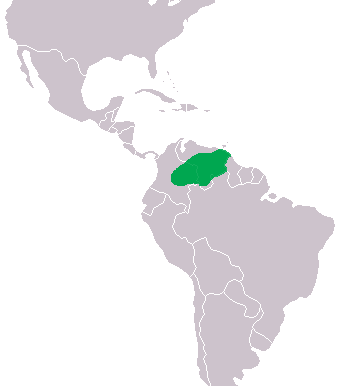
Distribution géographique de Crocodylus intermedius.

Le Crocodile de l'Orénoque se rencontre en Colombie et au Venezuela. Endémique du bassin de l'Orénoque, son aire de répartition s'étend sur 600 000 km2. Il a été observé une fois à la Grenade. Quelques spécimens ont également été vus sur l'île de la Trinité située à environ 240 km des côtes vénézuéliennes, mais il est fort probable qu'ils aient été portés par le courant à la suite de crues.
D'anciens écrits permettent d'obtenir des informations plus précises sur l'habitat historique de cette espèce, le situant au niveau des grands cours d'eau de la région des Llanos de la Colombie et du Venezuela. Ainsi, selon Codazzi (1841), il vivait dans des cours d'eau et des lacs en dessous de 585 m d'altitude, notamment dans les plaines d'Apure. Humboldt (1800), Páez (1868) et Calzadilla (1940) ont observé la présence de ce reptile dans l'Orénoque, le Río Apure, le Portuguesa et le Río Arauca. Seijas et Chávez (2000) ainsi que Llobet et Seijas (2002) signalent que les populations les plus importantes de Crocodiles de l'Orénoque ayant survécu à une chasse intensive à des fins commerciales se situent au niveau du Cojedes et du Río Capanaparo.
Federico Medem constate que cette espèce ne fréquente que les eaux douces, évitant les eaux salées, et ignore si elle peut vivre dans des eaux saumâtres comme celles du delta de l'Orénoque. Le Crocodile de l'Orénoque adulte effectue deux « migrations » annuelles. Lors de la saison sèche, il vit principalement au niveau des bassins des grandes rivières ou des lagunes profondes. Pendant la saison des pluies, les adultes se dispersent par la savane en utilisant les passages pris par les poissons qui constituent une partie de leur alimentation, bien que certains individus présentent des secteurs de dispersion annuelle inférieurs à 1 km. Durant cette période, le Crocodile de l'Orénoque préfère les lagunes reliées aux rivières ou aux méandres dont le courant est moins important. Les crocodiles adultes ne tolèrent pas la compagnie de spécimens subadultes de leur propre espèce ni celle de toute autre espèce de crocodiles (telle que le Caïman à lunettes), bien que des exceptions aient été constatées pendant la saison sèche.
Les nouveau-nés, qui sont protégés par leur mère durant les 2-3 premiers mois de leur existence, se cachent à proximité de leur nid, dans la végétation aquatique située au niveau des rives. Les juvéniles préfèrent les eaux stagnantes, recouvertes par une végétation flottante abondante, comme des mares, des lagunes et des marais. Cet environnement leur permet de se protéger des prédateurs. Medem rejoint ainsi Humboldt (1800) qui signalait que, selon les Indiens, les jeunes crocodiles préfèrent les étangs et les rivières moins larges et moins profondes. Enfin, Gorzula et al. (1988) ont analysé les caractéristiques hydrologiques de quinze localités où le reptile a été observé. Ils constatent qu'il habite dans les grandes rivières des Llanos de basse altitude, et que la force du courant des cours d'eau ne semble pas être un paramètre influent au moment de déterminer sa distribution. Contrairement aux adultes, les subadultes restent généralement dans la même zone durant toute l'année, se déplaçant à peine d'une centaine de mètres. Néanmoins, les grandes inondations et les crues augmentent leur taux de dispersion.

## Écologie et comportement

### Reproduction et soins parentaux

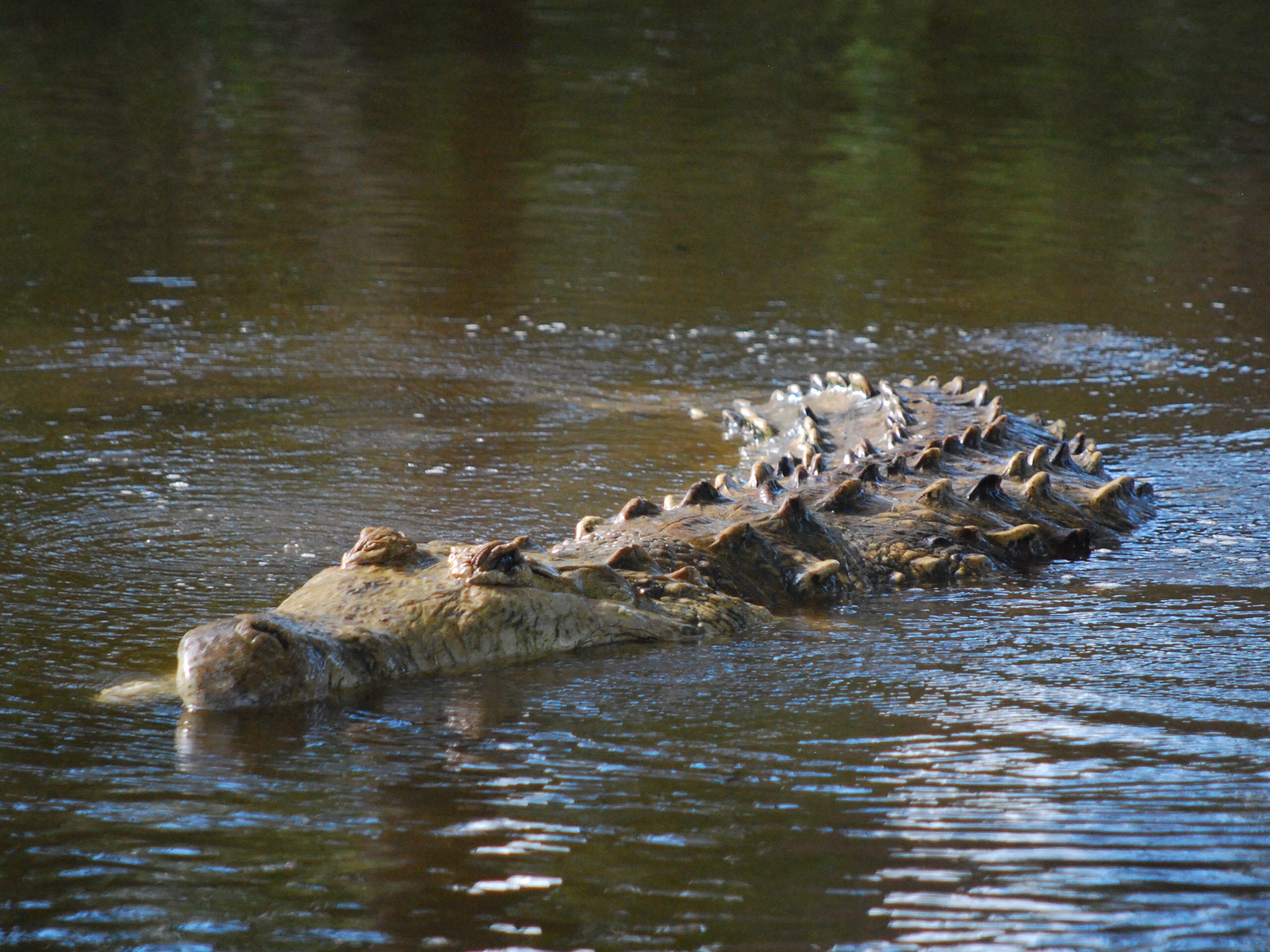
Crocodile de l'Orénoque, à la station biologique El Frío.

Les mâles adultes commencent à émettre de façon régulière des vagissements dès début octobre, et ce jusqu'à la mi-décembre. Ces sons gutturaux stimulent la réponse des autres mâles et sont le signe d'un comportement de parade nuptiale et de territorialité. C'est durant cette même période que les actes de copulation sont le plus observés.
L'accouplement se déroule environ deux mois avant la ponte des œufs, après stimulation via des signaux visuels, olfactifs et tactiles. Une fois que la femelle a été attirée par le mâle, les deux crocodiles terminent leur parade nuptiale en se frottant les mâchoires, le cou et les flancs, en tournant aussi en cercle et en émettant des sifflements et des sons qui font bouillonner l'eau autour d'eux. Il peut arriver que le mâle s'approche de la femelle en produisant des vibrations dorsales infrasonores. La copulation a lieu dans l'eau et le mâle s'insère généralement dans la femelle en se plaçant en position latérale, enroulant sa queue autour de la sienne, ce qui permet aux cloaques d'être alignés. Puis, dans cette posture, durant les 3,30 minutes environ que dure l'accouplement, le couple plonge et refait surface alternativement. À titre de comparaison, l'accouplement dure entre 5 et 15 minutes pour C. palustris, entre 5 et 10 minutes pour C. moreletii, et entre 10 et 120 secondes pour C. niloticus.
Le Crocodile de l'Orénoque pond ses œufs dans des trous. Quelques jours avant la ponte, la femelle recherche l'endroit propice pour creuser son nid et y pondre ses œufs. Ce comportement peut être constaté dès la première semaine de janvier. Elle creuse le nid avec ses membres postérieurs. Ainsi, les femelles de plus grande taille, ayant des pattes plus longues, ont tendance à faire des nids plus profonds. Le nid est de forme elliptique voire presque circulaire, avec une moyenne d'environ 30 cm pour le petit axe et d'environ 35 cm pour le grand axe. La profondeur moyenne d'un nid est aux alentours de 42,5 cm.
Les contractions pelviennes qui provoquent la sortie des œufs se produisent de manière irrégulière, avec un temps d'intervalle entre deux allant de 20 à 90 secondes. Le temps de ponte total varie de 50 à 73 minutes. Puis, la femelle rebouche le nid à l'aide de ses pattes arrière. Une fois le trou rempli, la femelle tasse le sable à l'aide de sa queue et en marchant dessus. Selon Andrés E. Seijas et al., les spécimens sauvages pondent en moyenne entre 38 et 44 œufs, le maximum observé étant de 66. Les œufs sont pondus sur des plages le long des cours d'eau ou sur des bancs de sable émergents, au début de la saison sèche annuelle, c'est-à-dire entre janvier et février,. Les œufs du Crocodile de l'Orénoque sont lisses et de forme elliptique. Sur 691 œufs mesurés et pesés entre 2003 et 2006 à la station biologique vénézuélienne El Frío qui étudie cette espèce, la longueur, la largeur et le poids moyens étaient respectivement de 7,61 cm, 4,73 cm et 111,07 g. La longueur varie entre 6,6 et 8,55 cm, la largeur entre 4 et 7,9 cm et le poids entre 85 et 133 g. Les œufs fraîchement pondus sont translucides et sont couverts d'une substance muqueuse. Quelques heures après la ponte, une bande blanche opaque commence à apparaître et recouvre toute la surface de l'œuf à l'issue d'une période allant de 53 à 58 jours. Si l'augmentation de la largeur de la bande est continue dans les dix premiers jours, son évolution est ensuite très variable selon les œufs.
Les jeunes crocodiles éclosent durant la montée du niveau de l'eau des rivières lors de la saison des pluies, après un temps d'incubation variant entre 70 et 90 jours. Il semblerait que ce soit l'émission d'appels de contact par les nouveau-nés qui incite la femelle à ouvrir le nid en retirant le sable afin de les délivrer. La femelle les prend ensuite délicatement dans sa gueule, les plaçant au niveau de la région gulaire. Puis elle les transporte dans la zone d'eau la plus proche ayant une végétation aquatique (Eichhornia sp.), et ce jusqu'à 100 m du nid. Comme pour les autres crocodiles, le sexe des petits Crocodylus intermedius est déterminé par la température de couvaison des œufs. Ce sera des femelles si les œufs sont incubés à moins de 30 °C dans le nid, et des mâles pour une température supérieure.
Dans la nature, quand une femelle qui surveille un nid détecte la présence d'un intrus, elle peut adopter différentes postures : immersion dans l'eau avec seulement le haut de la tête visible, immersion dans l'eau avec la zone dorsale et la tête émergées, ou immersion totale. Exceptionnellement, il lui arrive de sortir de l'eau, de gonfler son corps et de s'avancer avec des secousses rapides et brèves du cou, tout en émettant un grognement. Bien que cette attitude agressive soit avant tout de l'intimidation, elle peut attaquer si besoin. En captivité, les femelles sont plus agressives, sortant brusquement de l'eau en émettant des sifflements ou des grognements, voire en faisant claquer leurs mâchoires, tout en restant sur le nid jusqu'à ce que l'intrus se retire. À la suite de l'éclosion des œufs, la femelle demeure à proximité de ses petits qu'elle défend agressivement. Pour cela, elle gonfle son corps, siffle, grogne et claque des mâchoires. Contrairement à la défense du nid, elle sort brusquement de l'eau si la menace persiste en effectuant un court galop et continue de claquer des mâchoires avec des mouvements brusques de la queue. Les petits crocodiles quittent leur mère à l'âge de 2 à 3 mois. En 2006, Antelo a observé pour la première fois dans la nature un mâle rapportant de la nourriture à la femelle qui surveillait le nid, comportement qui n'a jamais été décrit jusqu'alors chez aucune autre espèce de crocodiles.
La femelle atteint la maturité sexuelle quand elle mesure environ 250 cm de long. Ce résultat est obtenu à la suite d'une étude sur la profondeur des nids. En effet, à partir de 30 cm de profondeur, la variation de température n'est que de 1,3 °C, ce qui permettrait d'assurer le bon développement des œufs. Or, cette profondeur ne pourrait être atteinte que par des femelles dont la taille atteint au moins 247 cm. Selon des estimations de Thorbjarnarson (1987) à partir de spécimens en captivité, la maturité sexuelle chez les femelles est atteinte lorsqu'elles mesurent entre 240 et 260 cm de longueur totale, à un âge compris entre 7 et 10 ans. Les mâles seraient, quant à eux, sexuellement matures quand ils mesurent au moins 300 cm de longueur totale, alors qu'ils ont entre 9 et 12 ans.

### Prédateurs
Le principal prédateur des œufs de Crocodile de l'Orénoque est le Tégu commun (Tupinambis teguixin) car il serait responsable d'au moins 75 % des œufs détruits. Selon certaines observations, ce lézard a tendance à les consommer durant les premières semaines d'incubation, probablement attiré par l'odeur des fluides qui les imprègnent au moment de la ponte.
Le Tamanoir (Myrmecophaga tridactyla) s'attaque aux œufs entre le milieu et la fin de l'incubation, peut-être appâté par les fourmis qui recherchent ceux ayant pourri. Entre 9 et 20 % des œufs seraient ainsi détruits par le tamanoir qui les déterre et les casse avec ses griffes afin d'en manger le vitellus.
Le Caracara huppé (Caracara plancus) peut ponctuellement manger des œufs lorsque ceux-ci ont déjà été déterrés par d'autres prédateurs. Enfin, des œufs peuvent être détruits accidentellement par d'autres crocodiles ou par des tortues de l'Amazone à taches jaunes qui font leur nid au même endroit ou à proximité d'un autre.
Durant leur première année, les petits Crocodiles de l'Orénoque sont des proies faciles pour différentes espèces. En effet, à la suite de l'éclosion des œufs, durant le trajet allant du nid à l'eau, et malgré l'attention que leur porte leur mère, ils peuvent être capturés par des rapaces tels que le Caracara huppé, le Caracara à tête jaune (Milvago chimachima) ou encore l'Onoré rayé. Dans l'eau, ils sont confrontés à plusieurs poissons carnivores : différentes espèces de piranhas (Pygocentrus cariba, Serrasalmus altuvei, Serrasalmus elongatus, Serrasalmus irritans, Serrasalmus medinai, Serrasalmus rhombeus), Hoplias malabaricus, Hydrolycus armatus, Ageneiosus brevifilis, Brachyplatystoma vaillantii, Leiarius longibarbis, Phractocephalus hemiliopterus, Pseudoplatystoma orinocoense et Pseudoplatystoma metaense. La Loutre géante est un prédateur potentiel pour les nouveau-nés, même si cela n'a pu être observé directement. L'Anaconda vert adulte (qui peut s'attaquer à un Caïman à lunettes allant jusqu'à 2 m) et le jaguar s'avèrent aussi être des prédateurs potentiels pour les Crocodiles de l'Orénoque subadultes.
Les adultes n'ont pas de prédateur naturel. Willington Martinez, spécialiste du reptile, explique que le Crocodile de l'Orénoque est au sommet de la chaîne alimentaire et qu'il s'agit du plus grand prédateur de l'écosystème du fleuve de l'Orénoque et de ses affluents. Il souligne également le fait que cet animal régule l'abondance de beaucoup d'espèces, notamment d'amphibiens et de plus petits caïmans. Ainsi, les rivières où ils sont présents abritent davantage de poissons.

Prédateurs du Crocodile de l'Orénoque et de ses œufs
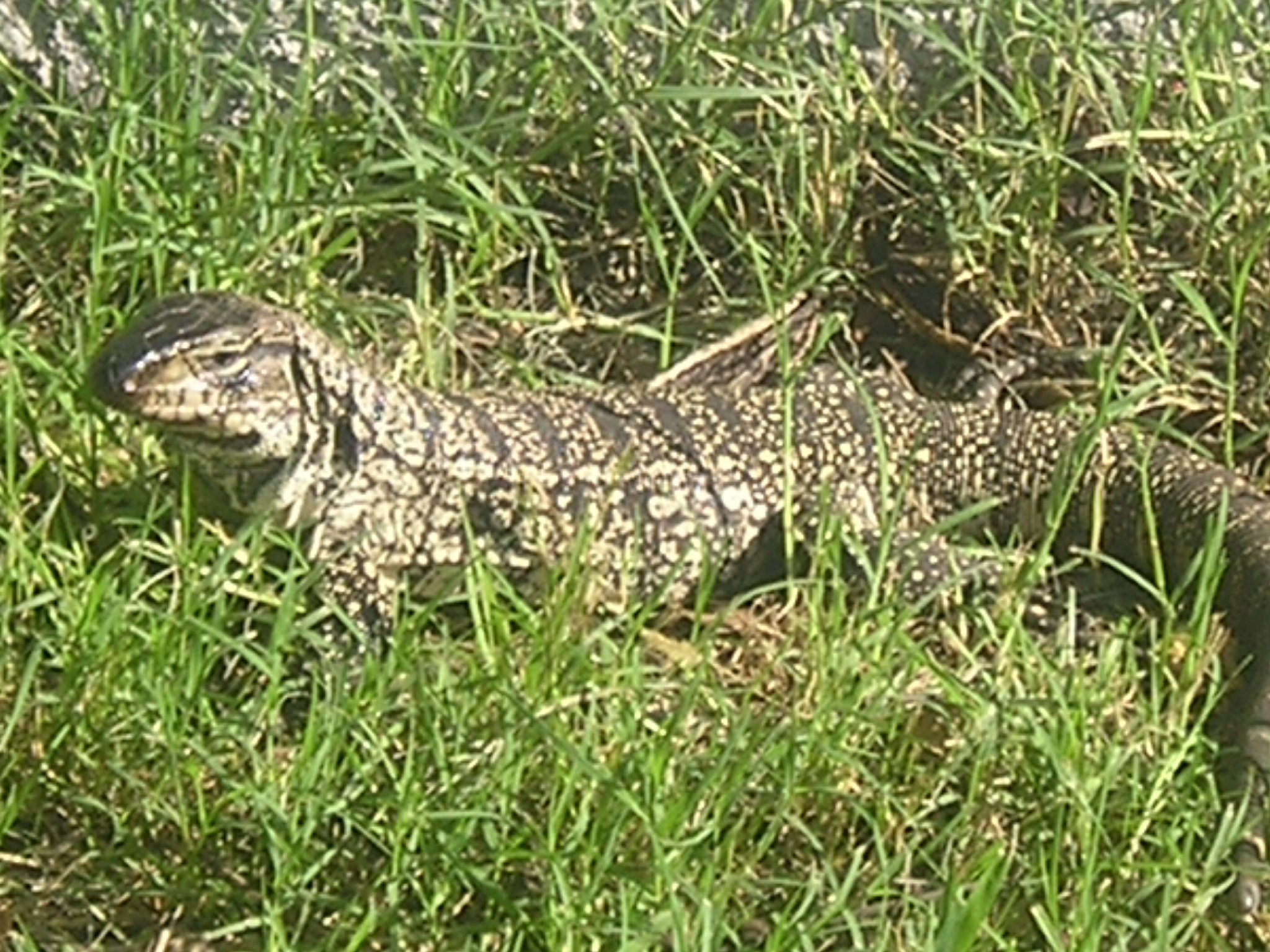
Tégu commun.
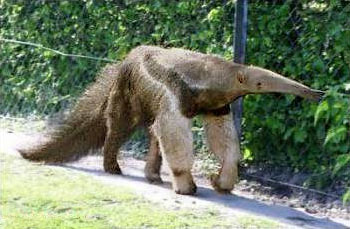
Tamanoir.
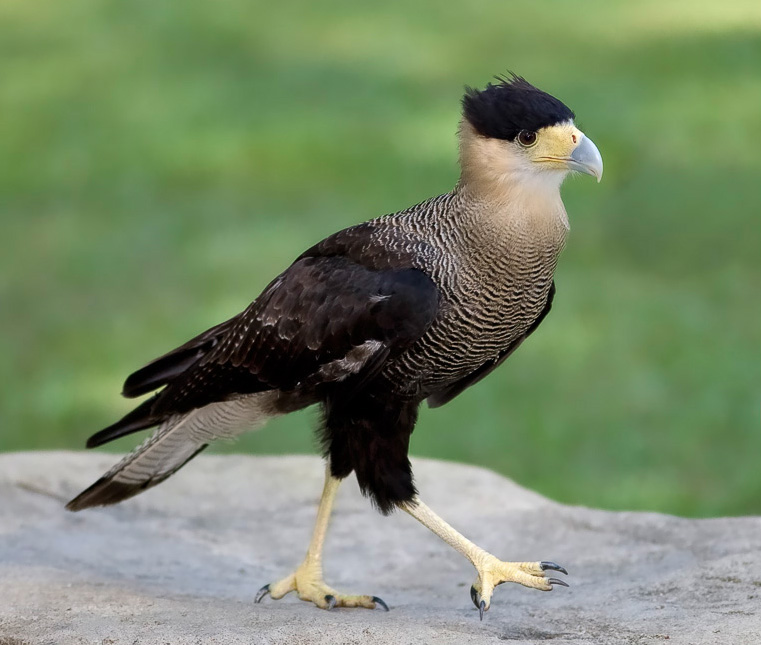
Caracara huppé.
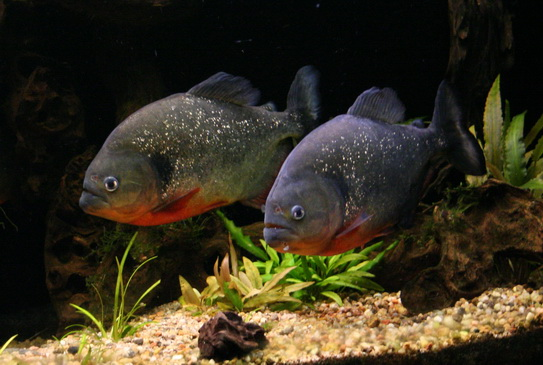
Pygocentrus cariba.
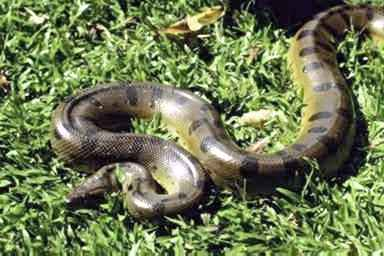
Eunectes murinus.
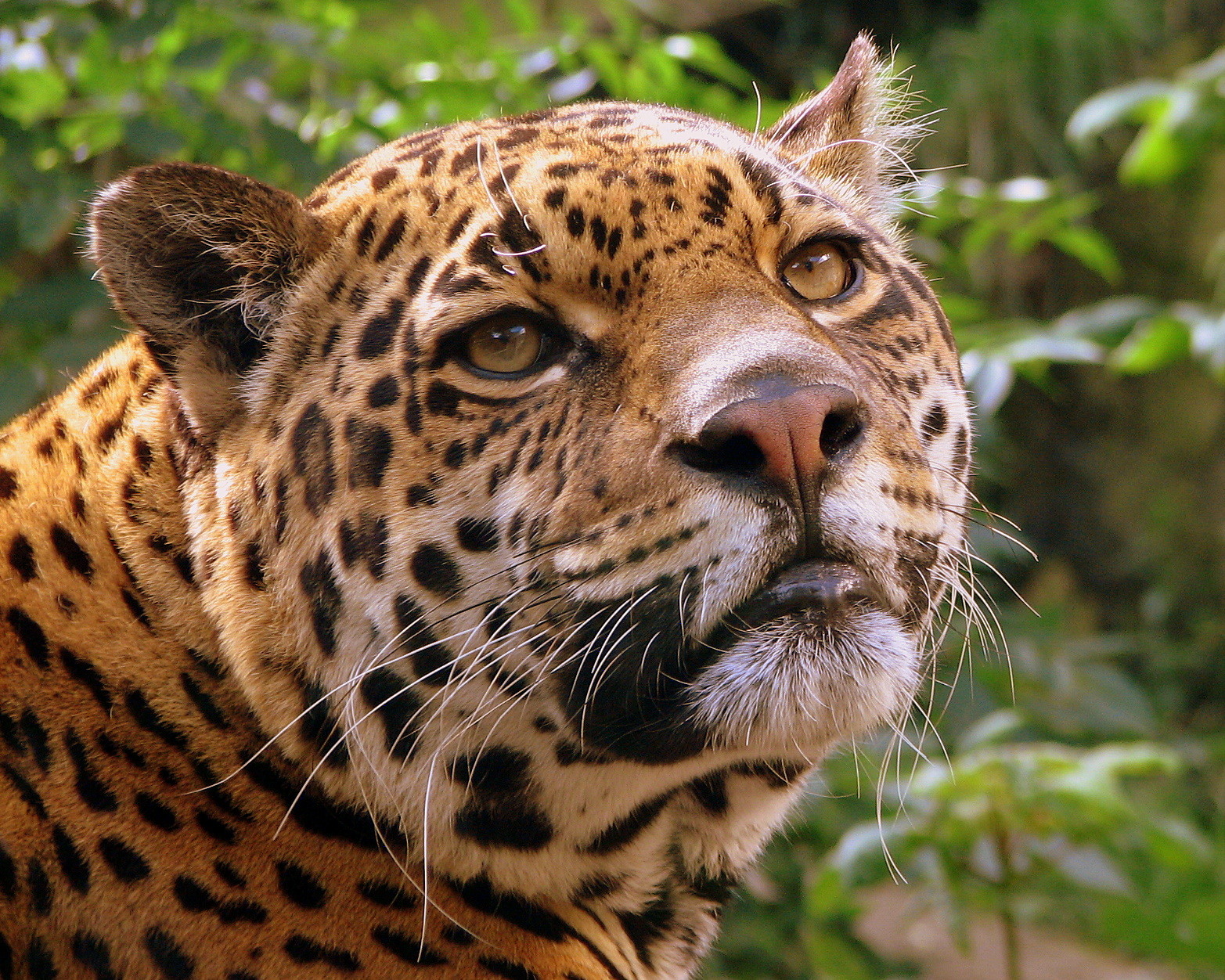
Jaguar.

### Alimentation
Le Crocodile de l'Orénoque est carnivore. Il est considéré comme une espèce opportuniste du fait qu'il consomme une grande variété de proies, bien qu'il ait une préférence pour un régime piscivore. Son alimentation varie en fonction de la taille. Ainsi, les nouveau-nés se nourrissent d'insectes et d'autres petits invertébrés. Au fur et à mesure qu'ils grandissent, ils intègrent à leur régime alimentaire des poissons, des grenouilles, des serpents, des oiseaux et des mammifères. Lors de ses recherches au niveau du río Cojedes au Venezuela, Seijas (1998) observe que les jeunes crocodiles de moins de 80 cm de longueur incluent dans leur régime des  poissons de la famille des Doradidae mais aussi des scarabées aquatiques de plusieurs familles (Belostomatidae, Hydrophilidae et Dytiscidae), divers autres insectes tels que des scarabées des familles Carabidae et Scarabaeidae, des sauterelles et des papillons, des crabes (Poppiana dentata), des crevettes (Macrobrachium spp), des escargots (Thiara sp.), des rongeurs de la famille des Cricetidae, des grenouilles de la famille des Leptodactylidae, etc. .
Les adultes sont à même de capturer des poissons de 30 cm, des anacondas jusqu'à 2 m, des mammifères d'au moins 30 kg et d'autres crocodiles pouvant mesurer plus d'1 m. Il peut arriver qu'ils intègrent à leur alimentation des charognes de mammifères. Lors d'une analyse du contenu de l'estomac de onze spécimens en 1958, l'herpétologiste Fred Medem découvre qu'ils ont mangé des poissons de taille variable (Pimelodus clarias, Pimelodella chagresi et Sorubim lima). Il trouve également des restes de gros rongeurs (Hydrochoerus hydrochaeris) et de rongeurs de taille moyenne (agoutis) ainsi que des plumes appartenant à des cormorans (Phalacrocorax brasilianus),. Les crocodiles ont aussi ingéré divers végétaux et une quantité notable de cailloux. Des tortues des genres  Podocnemis et Phrynops peuvent aussi faire partie de leur régime telles que Podocnemis unifilis, Podocnemis vogli, Phrynops geoffroanus. Ils peuvent aussi manger des oiseaux (Anhinga anhinga, Ardea alba, Egretta caerulea, Bubulcus ibis, Butorides striatus, Phalacrocorax brasiliensis, Syrigma sibilatrix, Pilherodius pileatus, Nyctanassa violacea, Tigrisoma fasciatum, Tigrisoma lineatum, Botaurus pinnatus, Dendrocygna bicolor, Dendrocygna autumnalis, Dendrocygna viduata).
Donoso (1966) observe qu'il arrive que le Crocodile de l'Orénoque mange des Caïmans à lunettes, voire ses propres petits. Antelo (2008) décrit également un cas de cannibalisme. Enfin, il peut aussi chasser des animaux domestiques comme des porcs, des chiens et des petits veaux qui s'approchent du bord des rivières et des caños lors de la saison sèche afin de boire de l'eau ou de se baigner pour se rafraîchir.

Exemples de proies du Crocodile de l'Orénoque
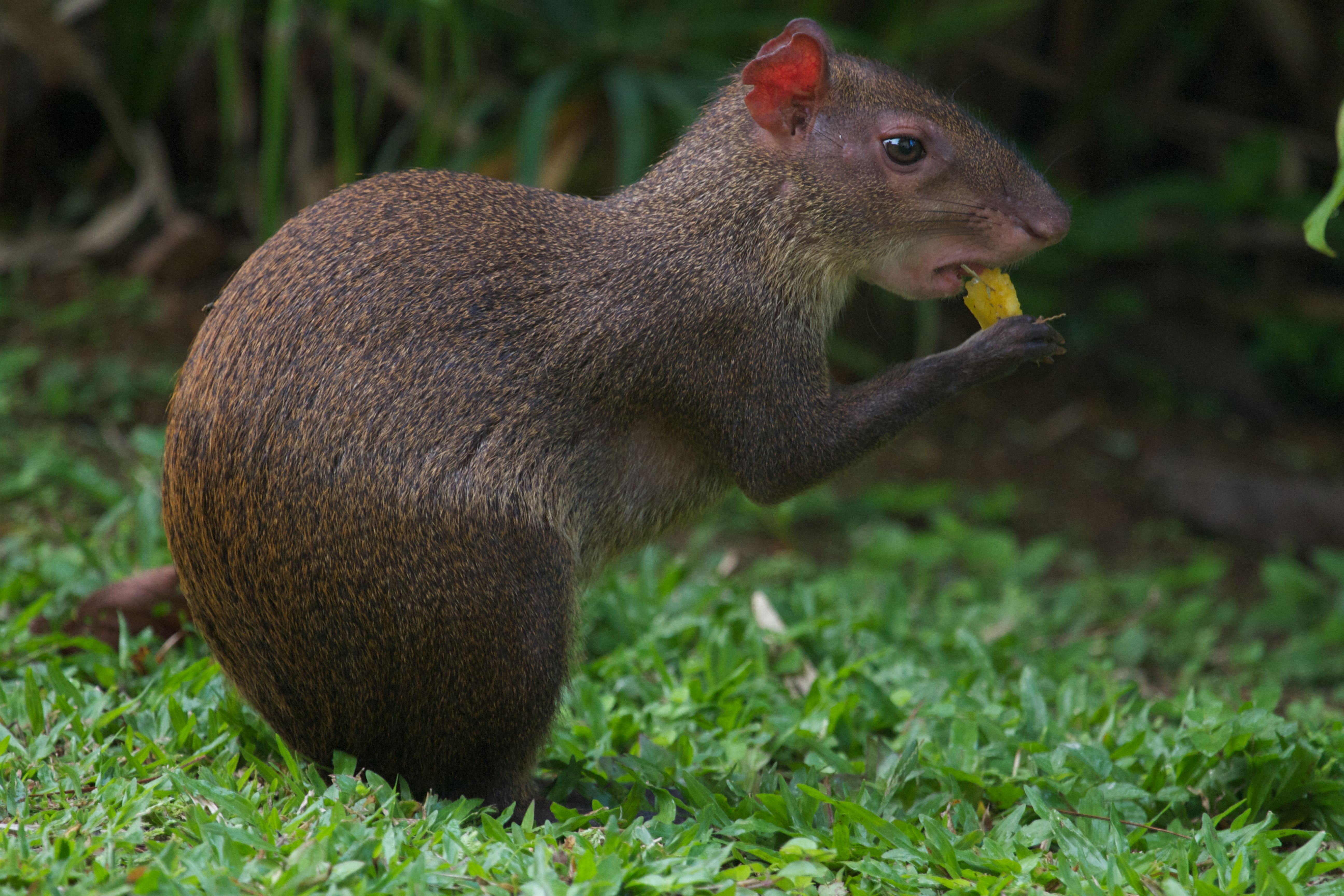
Agouti.
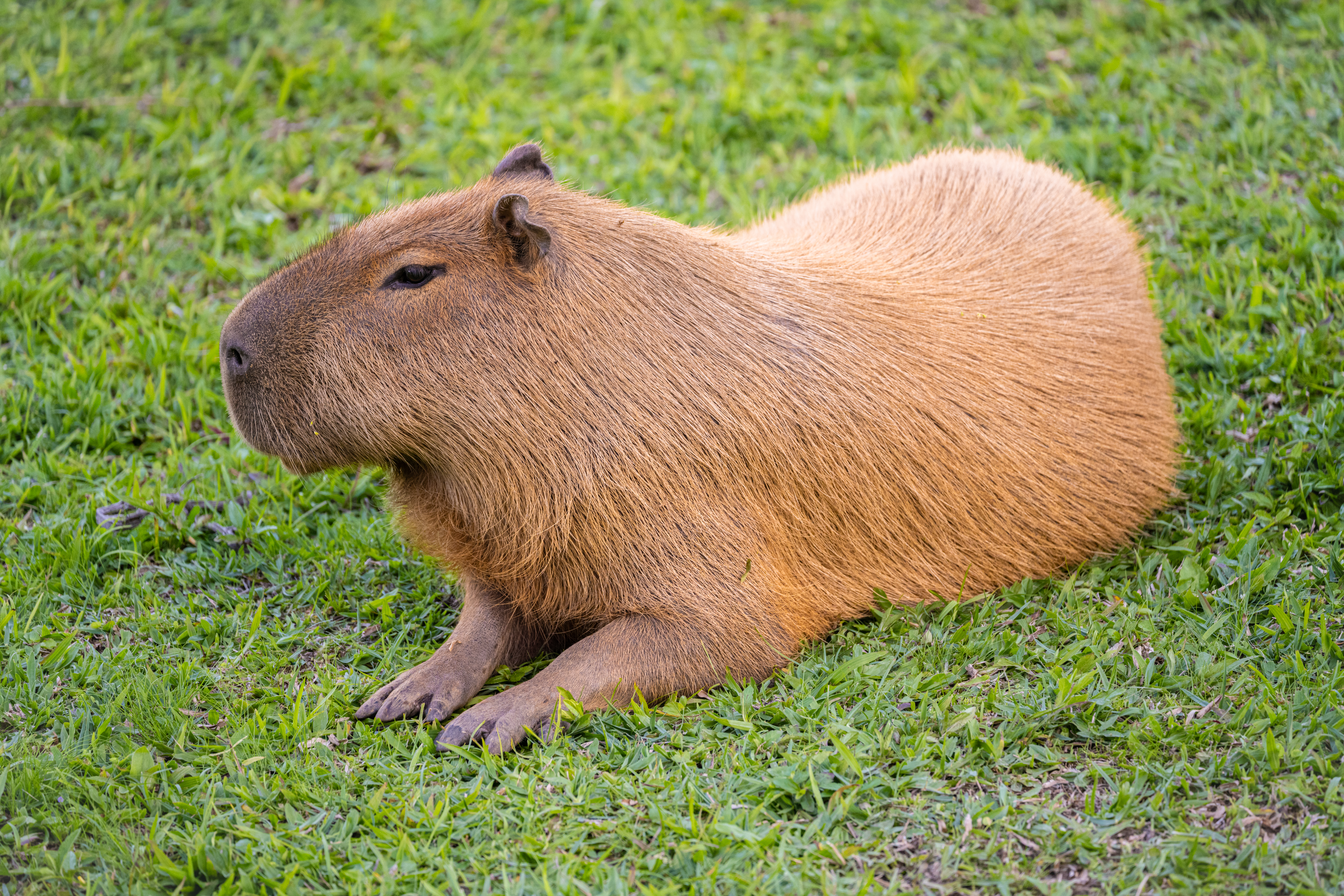
Capybara.
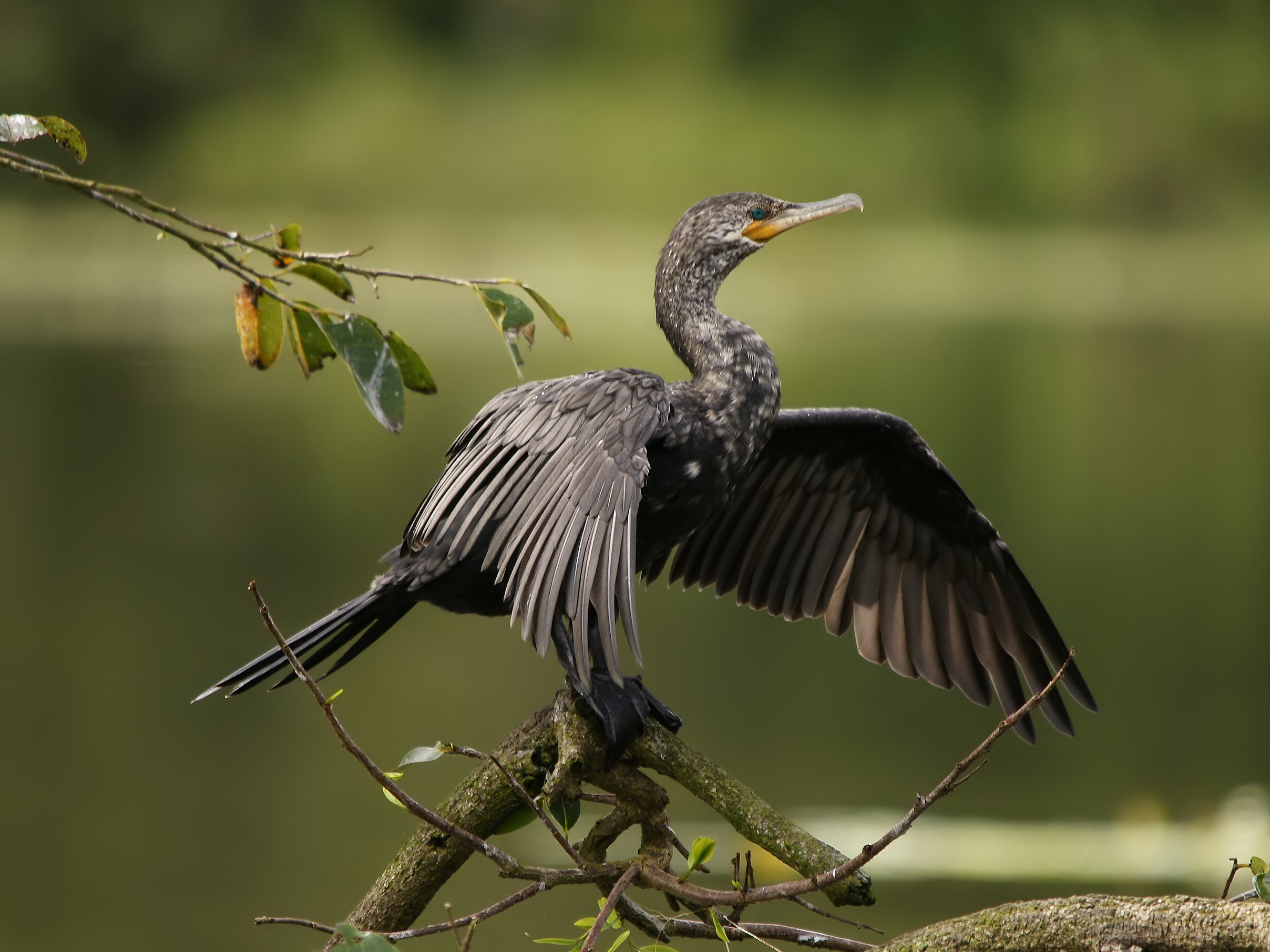
Cormoran.
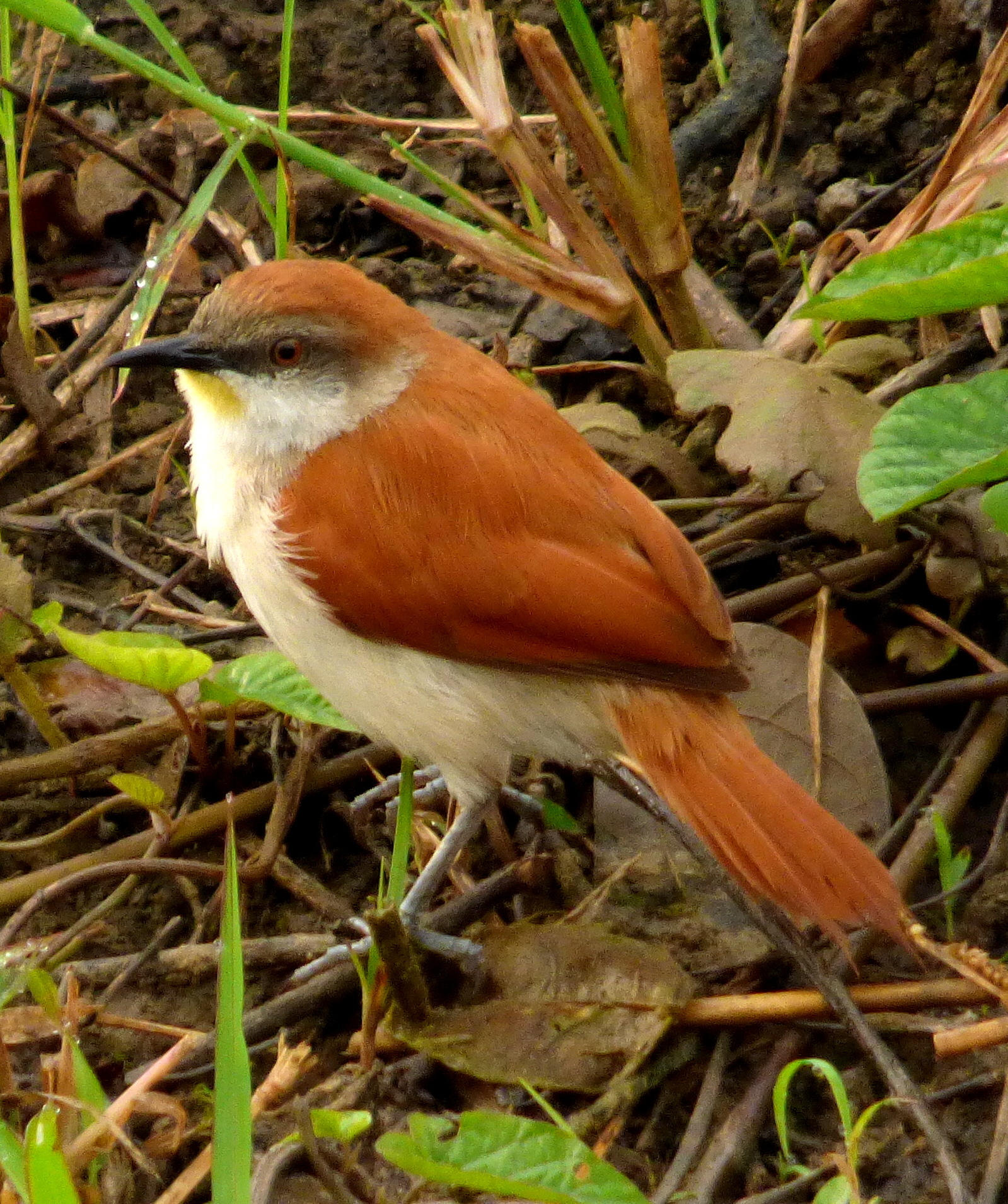
Synallaxe à gorge jaune.
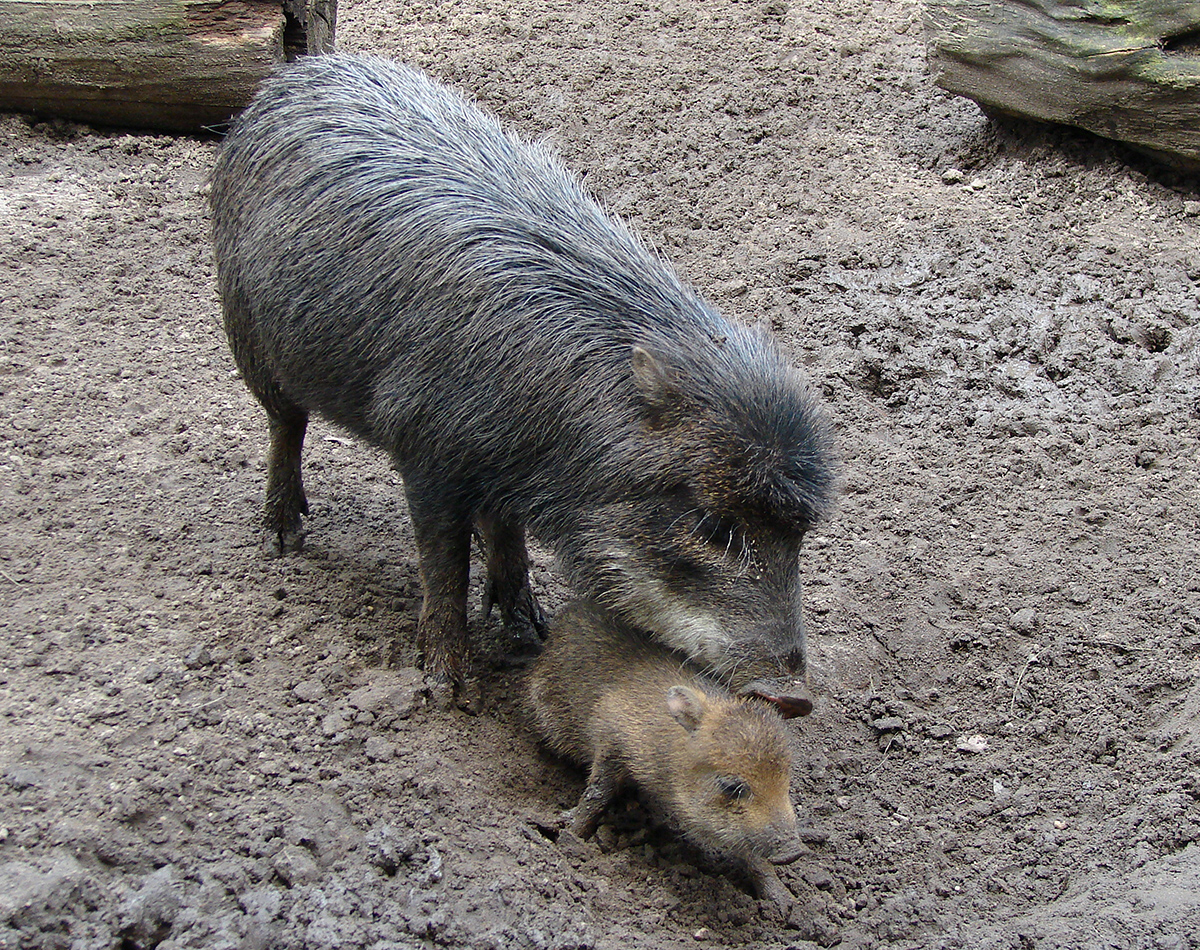
Pécari à lèvres blanches.
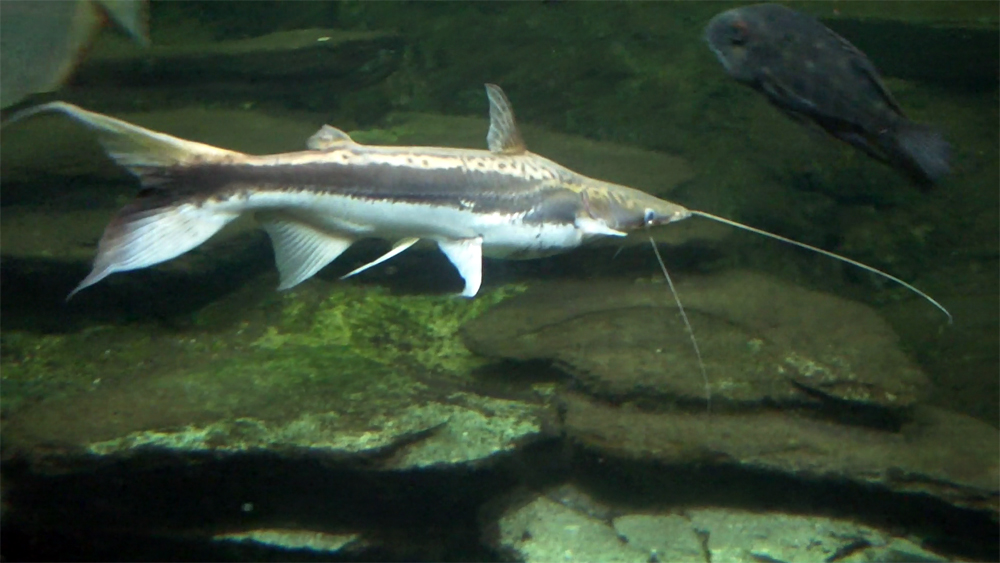
Silure-spatule.

Le Crocodile de l'Orénoque a tendance à consommer une plus grande quantité d'aliments pendant la saison des pluies, la saison sèche coïncidant avec la période de parade nuptiale et de soins parentaux durant laquelle son appétit diminue. Les poissons, jusqu'à 35 cm de longueur, sont tués par la simple pression des mâchoires du Crocodile de l'Orénoque. Généralement, le crocodile, qui est encore sous l'eau, les place dans la région gulaire, leur tête vers l'intérieur de sa gueule, en ouvrant et refermant cette dernière autant de fois que nécessaire si la proie s'avère avoir été prise perpendiculairement aux mâchoires. Puis, il sort complètement la tête de l'eau en formant un angle allant jusqu'à 30° par rapport à l'horizontale et engloutit le poisson.

Schéma d'un Crocodile de l'Orénoque avalant un poisson.

### Techniques de chasse
Selon Medem, le Crocodile de l'Orénoque peut repérer une proie à 300 m de distance. Pour capturer ses proies, il utilise plusieurs techniques de chasse. En cas de « chasse active », il traque ses proies en étant constamment en mouvement, qu'il soit partiellement ou totalement immergé. Lors de la première phase, il va adopter une position en « U » inversé, dans laquelle seul le tronc de l'animal est hors de l'eau. Il se balance alors d'avant en arrière, avec des oscillations de gauche à droite provoquées par les déplacements latéraux de sa tête. Enfin, il étire brusquement tout son corps afin de tenter d'attraper une proie qu'il a repérée. Observée principalement dans des eaux peu profondes, cette technique dure de 10 à 150 secondes entre la première phase et l'attaque finale.
À la fin de la saison sèche, dans des eaux peu profondes ayant une forte concentration de poissons, le Crocodile de l'Orénoque applique une méthode de chasse qu'Antelo appelle « corral semicircular corporal » (corral corporel semi-circulaire). Seuls le haut de la tête et le dos émergent de l'eau et il se dispose perpendiculairement à la rive sur laquelle il appuie sa mâchoire. Cette dernière sert d'axe de rotation pour le crocodile qui commence à se courber d'un côté tandis qu'il bouge sa queue lentement de façon latérale jusqu'à faire un demi-cercle avec son corps. Ainsi, à la fin de cette phase, le crocodile est totalement courbé, la tête et la queue touchant tous deux la rive, parvenant alors à enfermer quelques poissons dans cet espace. Puis, il tourne lentement la tête, la gueule ouverte, vers l'intérieur du demi-cercle afin d'attraper certaines de ses proies. Quand il chasse des mammifères de taille moyenne tels qu'un chien, un Cerf de Virginie, un Pécari à lèvres blanches ou un porc, il utilise une technique consistant à les pousser vers sa gueule grâce à un coup de queue latéral.
Il est également capable d'attraper des proies dans les airs, à savoir des poissons du genre Pseudoplatystoma lorsqu'ils essaient de fuir un danger, des insectes volants comme les odonates ou des passereaux tels que le Synallaxe à gorge jaune. Il est à même de régurgiter une substance oléagineuse qui sert à appâter de petits poissons. Il arrive aussi que le Crocodile de l'Orénoque se place dans certains endroits où les cours d'eau se rétrécissent et par lesquels les bancs de poissons sont obligés de passer. Il reste alors immobile et la gueule ouverte, seul le haut de la tête voire la zone dorsale émergeant de la surface de l'eau. Puis il referme promptement les mâchoires sur les proies qui passent dans sa gueule, avec une efficacité proche des 100 %. Cette technique n'est réalisée que durant la période sèche, les volumes d'eau étant bien plus importants lors de la période des pluies. Le Crocodile de l'Orénoque pratique également la chasse subaquatique. Néanmoins, Antelo n'a pu observer la technique concrète utilisée par l'animal, ne pouvant que constater lorsqu'il émergeait de l'eau avec une proie dans la gueule.

Illustrations de techniques de chasse
Phase une et phase finale lors de la technique de « chasse active ».
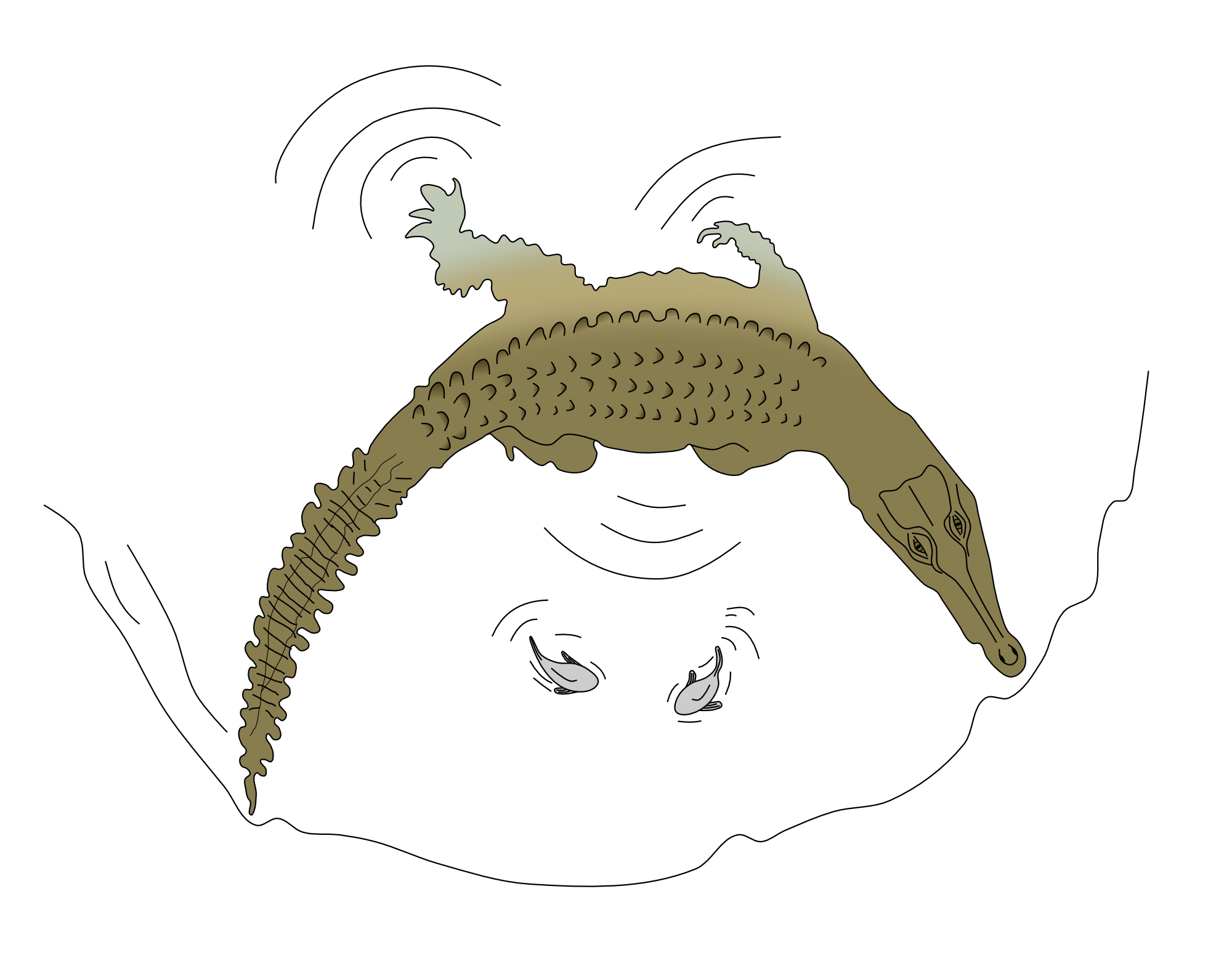
Une des phases de la technique « corral semicircular corporal ».

### Thermorégulation

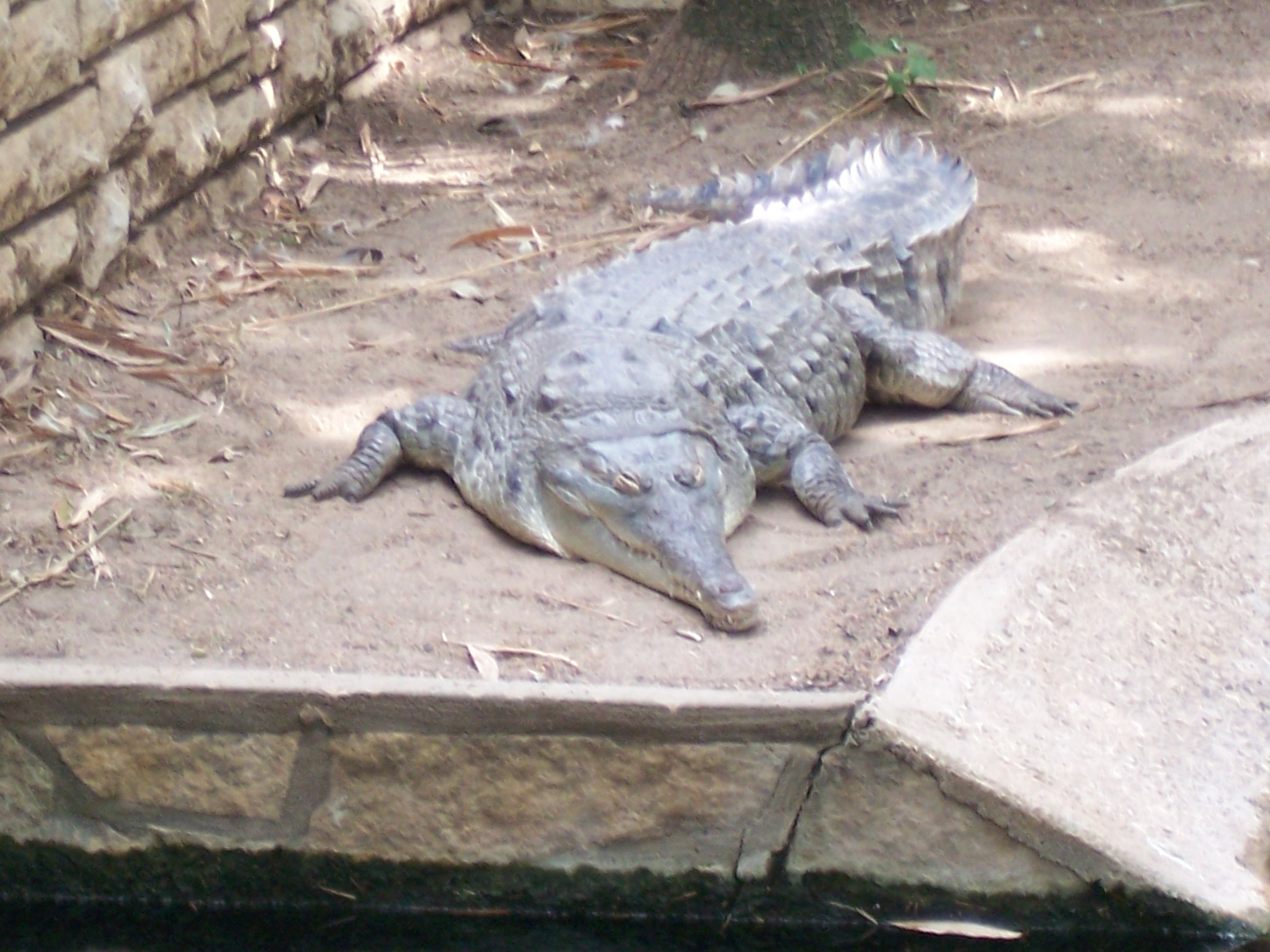
Crocodile de l'Orénoque.

Les crocodiliens (ordre dont fait partie le Crocodile de l'Orénoque) sont ectothermes, produisant relativement peu de chaleur interne et comptant sur des sources externes pour élever leur température corporelle. La chaleur du soleil est ainsi le principal moyen de se réchauffer pour les crocodiliens, tandis que l'immersion de l'animal dans l'eau peut soit lui permettre d'élever sa température par conduction, ou le refroidir s'il fait très chaud dehors. C'est par son comportement que le crocodilien régule sa température le plus efficacement.
Il faut attendre une étude de Rafael Antelo en 2008 pour avoir des informations plus précises sur la thermorégulation du Crocodile de l'Orénoque. Lors de la saison sèche, le Crocodile de l'Orénoque connaît deux pics d'activité en journée : le premier entre 9 h et 12 h et le deuxième entre 15 h et 18 h. Il commence généralement à sortir de l'eau dès 9 h, lorsque la température de l'air est supérieure ou égale à celle de l'eau, sachant que le  plus grand nombre de crocodiles se réchauffant au soleil est observé entre 11 h et 12 h. En milieu de journée, il a tendance à se rafraîchir dans l'eau afin d'éviter les températures maximales de l'air. Puis il en ressort à partir de 15 h, bien que ce soit de préférence entre 16 h et 17 h. Il retourne à l'eau après 17 h quand la température de l'air devient inférieure à celle de l'eau. Lors de la saison des pluies, avec la baisse des températures, notamment durant celles du milieu de journée, les deux pics d'activité constatés en période sèche ont tendance à disparaître. Grâce aux températures de l'air plus douces, il peut rester plus longtemps hors de l'eau. Le Crocodile de l'Orénoque se prélasse ainsi davantage au soleil en saison sèche que durant la saison des pluies. Antelo explique cela par le fait que l'amplitude thermique soit plus importante en période sèche, ce qui provoque des températures minimales de l'eau plus faibles le matin. Le reptile est alors obligé de reposer plus longtemps au soleil pour augmenter sa température corporelle.
Lors de la saison sèche durant laquelle le niveau de l'eau baisse, le Crocodile de l'Orénoque peut se cacher dans des cavités naturelles, généralement causées par l'érosion des ravins au bord des berges, afin d'y passer les heures les plus chaudes de la journée. La nuit venue, il quitte ce repère. L'entrée des grottes est initialement sous la surface de l'eau mais, avec la baisse du niveau de l'eau, l'entrée devient apparente. Lorsque l'entrée du terrier devient trop élevée par rapport au niveau de l'eau, le crocodile peut être amené à creuser une nouvelle cavité sous la première. Quand il n'y a pas de ravin, il peut éventuellement creuser un trou dans le sol, sous les racines des arbres présents sur la rive.

### Communication

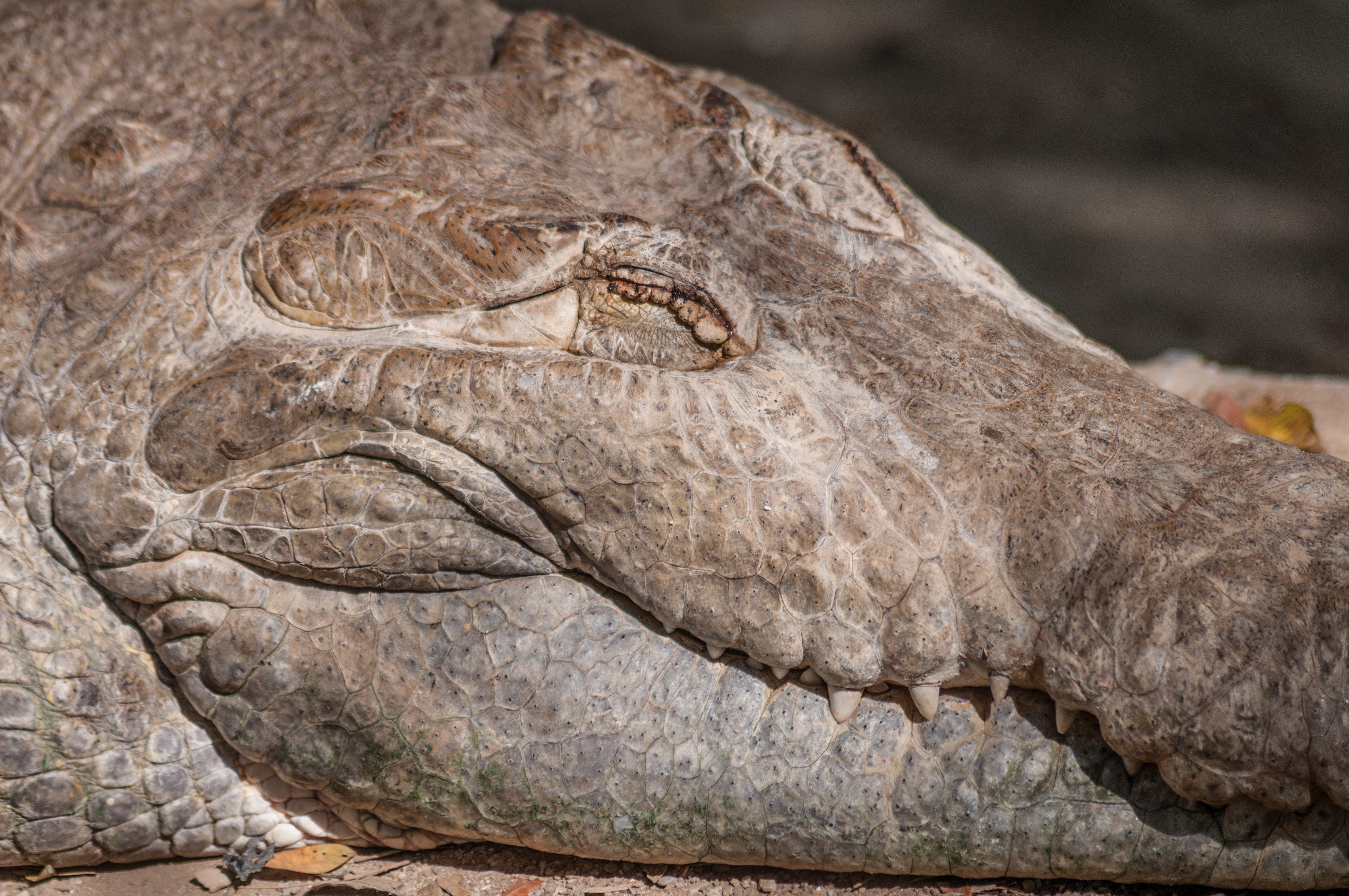
Crocodile de l'Orénoque.

Chez le Crocodile de l'Orénoque, les sons représentent le canal de communication le plus important afin d'interagir avec d'autres individus de son espèce. Il en existe différents types. Le vagissement est un son grave et guttural, à large portée (de 200 à 300 mètres) et qui dure moins d'une seconde. Il est produit la bouche entrouverte, avec la tête inclinée à 30° au-dessus de l'eau. Réalisé généralement par séquences de 3 à 6 vagissements, ce son est utilisé lors des parades nuptiales et pour marquer son territoire. Le grognement, pour lequel il existe deux variantes, est un son guttural de courte portée (de 10 à 20 mètres). Il s'agit surtout d'un comportement d'intimidation. Le grognement peut être émis la gueule fermée. Il peut alors durer jusqu'à cinq secondes et le son diminue en intensité au fur et à mesure que l'air est expiré. En cas de menace plus importante, le grognement gueule fermée peut aboutir à un grognement gueule ouverte. Dans ce cas, le son devient moins grave et dure moins d'une seconde, l'air étant expiré brusquement.
Le Crocodile de l'Orénoque émet aussi des sifflements. Ce son, de courte portée et pouvant durer jusqu'à cinq secondes, est réalisé en expirant l'air par la gueule alors qu'elle est fermée. Il est notamment produit par les femelles quand elles défendent leur nid ou leurs nouveau-nés. Lorsque le sifflement est émis sous l'eau, des bulles se créent et explosent à la surface, formant comme un « bouillonnement ». Il s'agit surtout d'un comportement de territorialité et de parade nuptiale. Le Crocodile de l'Orénoque peut également faire claquer ses mâchoires dans le but d'être menaçant. En fermant sa gueule violemment, il produit un son sec de moyenne portée (de 10 à 30 mètres). Ce claquement de mâchoires, pouvant être précédé d'un sifflement ou d'un grognement la gueule fermée, peut être aussi bien dans l'eau que sur la terre ferme. Quand il veut défendre son territoire, alors qu'il est immergé, il peut produire un « geyser nasal » en expulsant de l'eau et de l'air par ses fosses nasales, engendrant un son de courte portée (de 5 à 10 mètres).
Les petits crocodiles poussent des petits cris aigus et répétitifs de moins d'une seconde. Il en existe deux variantes. La première sert d'appel de détresse pour les jeunes jusqu'à 18 mois et provoque une réponse défensive chez les adultes de cette espèce, même s'il ne s'agit pas de leur mère. La deuxième variante, dont la tonalité est un peu plus grave, est un appel de contact émis par les nouveau-nés. Ils signalent de cette façon leur présence à leur mère, mais aussi aux autres nouveau-nés afin de rester unis. En 2015, une étude est menée par des chercheurs américains, français, sud-africains et vénézuéliens. Pour cela, des enregistrements de cris de jeunes crocodiliens de différentes espèces (Crocodile de l'Orénoque, Crocodile du Nil, Alligator d'Amérique et Caïman à lunettes) et de différents âges et tailles sont réalisés dans la nature et en captivité. Une analyse fine de la structure acoustique de ces signaux sonores a montré que le cri de toutes ces espèces se ressemble et devient plus grave lorsque le jeune grandit. Lors d'expériences menées sur des femelles en milieu naturel, il a été observé qu'elles réagissent aux cris des très jeunes en venant les défendre mais ne réagissent plus aux cris juvéniles plus âgés.
Quand le crocodile est sur la terre ferme ou que seule sa queue est dans l'eau et qu'il veut se montrer menaçant, il peut effectuer un « mouvement brusque de la queue », qui consiste en un mouvement brusque, latéral et ondulatoire. Durant la parade nuptiale, deux crocodiles de sexe différent peuvent faire à leur partenaire des « frottements de mâchoires, du cou et des flancs ». Le Crocodile de l'Orénoque peut aussi adopter une posture d'intimidation qui consiste à gonfler momentanément le volume de son corps en inspirant de l'air et en le maintenant dans ses poumons. Cette technique est surtout utilisée par les femelles afin de défendre leurs petits.
Si la plupart des postures liées à la communication corporelle sont communes aux mâles et aux femelles, quatre sont typiques aux mâles qui les utilisent pour défendre leur territoire et lors de la parade nuptiale : la queue arquée, le balancement de la queue, les vibrations dorsales infrasonores et le claquement de la tête à la surface de l'eau. Lorsque le Crocodile de l'Orénoque mâle est immergé dans l'eau et que seule sa tête dépasse, il peut avoir la « queue arquée ». Il va ainsi arquer sa queue afin que le sommet de l'arc sorte également de l'eau. Face à un autre crocodile du même sexe, il peut aussi effectuer un « balancement de la queue » qui est un mouvement latéral de sa queue lorsqu'il est déjà en position de « queue arquée ». Par ailleurs, le mâle peut émettre des vibrations dorsales infrasonores qui produisent des bulles venant briser la nappe d'eau qui l'entoure ou réaliser un claquement de la tête à la surface de l'eau. Ainsi, en claquant la surface de l'eau avec sa mâchoire inférieure en même qu'il ferme sa gueule, il produit un son à large portée pouvant s'entendre à plus de 100 m de distance.
|                                                | Visuel | Sonore | Tactile | Mâle | Femelle |
| Vagissement                                    |        | X      |         | X    | X       |
| Grognement                                     |        | X      |         | X    | X       |
| Sifflement                                     |        | X      |         | X    | X       |
| Bouillonnement                                 | X      | X      |         | X    | X       |
| Claquement de mâchoires                        | X      | X      |         | X    | X       |
| Geyser nasal                                   | X      | X      |         | X    | X       |
| Appel de détresse                              |        | X      |         | X    | X       |
| Appel de contact                               |        | X      |         | X    | X       |
| Queue arquée                                   | X      |        |         | X    |         |
| Mouvement brusque de la queue                  | X      |        |         | X    | X       |
| Frottement des mâchoires, du cou et des flancs |        |        | X       | X    | X       |
| Gonflement du corps                            | X      |        |         | X    | X       |
| Balancement de la queue                        | X      |        |         | X    |         |
| Vibrations dorsales infrasonores               | X      | X      |         | X    |         |
| Claquement de la tête à la surface de l'eau    | X      | X      |         | X    |         |

### Locomotion
Sur la terre ferme, le Crocodile de l'Orénoque utilise deux modes de déplacement terrestre : la marche et le galop. La marche est observée uniquement quand le crocodile sort de l'eau pour aller prendre un bain de soleil ou lorsqu'il cherche l'emplacement de son nid. Il se déplace lentement, marchant par bipèdes diagonaux (c'est-à-dire la pose des membres antérieur droit / postérieur gauche puis la pose des membres antérieur gauche / postérieur droit). Ce mouvement lui permet aussi bien d'avancer que de reculer. Il peut éventuellement adopter une marche rapide.
Le Crocodile de l'Orénoque peut également galoper. Il pousse alors avec ses membres postérieurs, ce qui lui permet d'aller vers l'avant, tandis que les membres antérieurs restent en l'air puis absorbent l'impact de la retombée. Chez les spécimens adultes, il s'agit d'un mouvement explosif qu'ils répètent 2 ou trois fois et, contrairement aux spécimens plus jeunes, le choc est absorbé par les pattes avant et avec la poitrine. Ainsi, seules les pattes arrière jouent un rôle moteur. Le galop est observé quand, par exemple, le crocodile veut monter une pente avec un dénivelé important ou quand la femelle veut protéger son nid ou ses nouveau-nés.
Lorsqu'il nage, le Crocodile de l'Orénoque adopte une position fusiforme, avec les membres plaqués le long du corps, tandis qu'il ondule sa queue d'un côté à l'autre pour pouvoir avancer. En cas de profondeur suffisante, il peut avancer, en plus d'utiliser sa queue, avec les pattes arrière qu'il bouge de façon alternée.

## Systématique

### Étymologie et taxinomie
Le terme latin crocodilus vient lui-même du mot grec krokodilos qui désigne les lézards de toutes tailles. Hérodote explique que le nom krokodilos était donné par les Ioniens aux lézards qui se trouvaient dans les clôtures en pierre et, par analogie, a été attribué aux crocodiles d'Égypte. Le nom de l'espèce, intermedius, signifie en latin intermédiaire, ce qui évoque la forme du museau plus large que celle du gavial mais plus étroite que celle des autres membres du genre Crocodylus.
Le Crocodile de l'Orénoque est décrit pour la première fois en 1819 par Louis Graves sur la base d'un seul spécimen mesurant environ neuf pieds de long. Il note que la tête est plus large et le museau plus étroit que les autres espèces de l'ordre Crocodylia, à l'exception du Gavial du Gange. Il nomme alors cette espèce intermedius pour souligner le fait que son aspect externe est médian entre celui de la famille des Gavialidae et celui des Crocodylidae. La documentation sur les Crocodiles de l'Orénoque a été sujette à quelques erreurs. Ainsi, selon Medem (1958), la première description détaillée est réalisée par Mook en 1921 à partir d'un crâne d'un très jeune spécimen tandis que De Sola (1933) et Wermuth (1953) sont les premiers à prendre des photographies d'un jeune crocodile de cette espèce. Or, cela s'avère être inexact. En effet, dans ces trois cas, il s'agit d'un Crocodylus cataphractus.

### Placement dans la famille
|  | C. acutus      |
|  |                |
|  | C. intermedius |
|  |                |

|  | C. rhombifer |
|  |              |
|  | C. moreletii |
|  |              |

|  | C. acutus      |
|  |                |
|  | C. intermedius |
|  |                |

|  | C. rhombifer |
|  |              |
|  | C. moreletii |
|  |              |

|  | C. acutus      |
|  |                |
|  | C. intermedius |
|  |                |

|  | C. rhombifer |
|  |              |
|  | C. moreletii |
|  |              |

|  | C. acutus      |
|  |                |
|  | C. intermedius |
|  |                |

|  | C. rhombifer |
|  |              |
|  | C. moreletii |
|  |              |

|  | \| \| C. siamensis \| \| \| \| \| \| C. palustris \| \| \| \| |
|  |                                                               |
|  | C. porosus                                                    |
|  |                                                               |
|  | C. siamensis                                                  |
|  |                                                               |
|  | C. palustris                                                  |
|  |                                                               |

|  | C. siamensis |
|  |              |
|  | C. palustris |
|  |              |

|  | \| \| C. mindorensis \| \| \| \| \| \| C. novaeguineae \| \| \| \| |
|  |                                                                    |
|  | C. johnstoni                                                       |
|  |                                                                    |
|  | C. mindorensis                                                     |
|  |                                                                    |
|  | C. novaeguineae                                                    |
|  |                                                                    |

|  | C. mindorensis  |
|  |                 |
|  | C. novaeguineae |
|  |                 |

|  | C. acutus      |
|  |                |
|  | C. intermedius |
|  |                |

|  | C. rhombifer |
|  |              |
|  | C. moreletii |
|  |              |

|  | C. acutus      |
|  |                |
|  | C. intermedius |
|  |                |

|  | C. rhombifer |
|  |              |
|  | C. moreletii |
|  |              |

|  | C. acutus      |
|  |                |
|  | C. intermedius |
|  |                |

|  | C. rhombifer |
|  |              |
|  | C. moreletii |
|  |              |

|  | C. acutus      |
|  |                |
|  | C. intermedius |
|  |                |

|  | C. rhombifer |
|  |              |
|  | C. moreletii |
|  |              |

|  | \| \| C. siamensis \| \| \| \| \| \| C. palustris \| \| \| \| |
|  |                                                               |
|  | C. porosus                                                    |
|  |                                                               |
|  | C. siamensis                                                  |
|  |                                                               |
|  | C. palustris                                                  |
|  |                                                               |

|  | C. siamensis |
|  |              |
|  | C. palustris |
|  |              |

|  | \| \| C. mindorensis \| \| \| \| \| \| C. novaeguineae \| \| \| \| |
|  |                                                                    |
|  | C. johnstoni                                                       |
|  |                                                                    |
|  | C. mindorensis                                                     |
|  |                                                                    |
|  | C. novaeguineae                                                    |
|  |                                                                    |

|  | C. mindorensis  |
|  |                 |
|  | C. novaeguineae |
|  |                 |

|  | C. acutus      |
|  |                |
|  | C. intermedius |
|  |                |

|  | C. rhombifer |
|  |              |
|  | C. moreletii |
|  |              |

|  | C. acutus      |
|  |                |
|  | C. intermedius |
|  |                |

|  | C. rhombifer |
|  |              |
|  | C. moreletii |
|  |              |

|  | C. acutus      |
|  |                |
|  | C. intermedius |
|  |                |

|  | C. rhombifer |
|  |              |
|  | C. moreletii |
|  |              |

|  | C. acutus      |
|  |                |
|  | C. intermedius |
|  |                |

|  | C. rhombifer |
|  |              |
|  | C. moreletii |
|  |              |

|  | \| \| C. siamensis \| \| \| \| \| \| C. palustris \| \| \| \| |
|  |                                                               |
|  | C. porosus                                                    |
|  |                                                               |
|  | C. siamensis                                                  |
|  |                                                               |
|  | C. palustris                                                  |
|  |                                                               |

|  | C. siamensis |
|  |              |
|  | C. palustris |
|  |              |

|  | \| \| C. mindorensis \| \| \| \| \| \| C. novaeguineae \| \| \| \| |
|  |                                                                    |
|  | C. johnstoni                                                       |
|  |                                                                    |
|  | C. mindorensis                                                     |
|  |                                                                    |
|  | C. novaeguineae                                                    |
|  |                                                                    |

|  | C. mindorensis  |
|  |                 |
|  | C. novaeguineae |
|  |                 |

|  | C. acutus      |
|  |                |
|  | C. intermedius |
|  |                |

|  | C. rhombifer |
|  |              |
|  | C. moreletii |
|  |              |

|  | C. acutus      |
|  |                |
|  | C. intermedius |
|  |                |

|  | C. rhombifer |
|  |              |
|  | C. moreletii |
|  |              |

|  | C. acutus      |
|  |                |
|  | C. intermedius |
|  |                |

|  | C. rhombifer |
|  |              |
|  | C. moreletii |
|  |              |

|  | C. acutus      |
|  |                |
|  | C. intermedius |
|  |                |

|  | C. rhombifer |
|  |              |
|  | C. moreletii |
|  |              |

|  | \| \| C. siamensis \| \| \| \| \| \| C. palustris \| \| \| \| |
|  |                                                               |
|  | C. porosus                                                    |
|  |                                                               |
|  | C. siamensis                                                  |
|  |                                                               |
|  | C. palustris                                                  |
|  |                                                               |

|  | C. siamensis |
|  |              |
|  | C. palustris |
|  |              |

|  | \| \| C. mindorensis \| \| \| \| \| \| C. novaeguineae \| \| \| \| |
|  |                                                                    |
|  | C. johnstoni                                                       |
|  |                                                                    |
|  | C. mindorensis                                                     |
|  |                                                                    |
|  | C. novaeguineae                                                    |
|  |                                                                    |

|  | C. mindorensis  |
|  |                 |
|  | C. novaeguineae |
|  |                 |

Le Crocodile de l'Orénoque (Crocodylus intermedius) est une espèce de crocodiliens de la famille des Crocodylidae.
Des comparaisons morphologiques et fossiles réalisées à la fin des années 1990 sur le genre Crocodylus placent le Crocodile des marais (Crocodylus palustris) à la base du clade. Le genre est séparé en deux branches : les crocodiles de l'Indo-pacifique et les crocodiles du Nouveau monde auquel appartient le Crocodile de l'Orénoque. Le Crocodile du Nil (Crocodylus niloticus) serait à la base des crocodiles du Nouveau Monde. Le fossile le plus ancien appartenant au genre Crocodylus est daté du Miocène supérieur.
En 2011, une étude basée sur l'analyse mitochondriale de l'ensemble des espèces de Crocodylus apporte des résultats similaires. Le Crocodile des marais forme la base du clade. Les analyses génétiques confortent la monophylie des espèces asiatiques et australiennes et la paraphylie du Crocodile du Nil. Les espèces du Nouveau Monde sont nichées dans la branche du Crocodile du Nil, et sont notamment proches des populations sauvages de l'Est de l'Afrique. Les ressources paléontologiques croisées avec les analyses génétiques orientent vers une migration récente, peut-être durant le Pliocène, des Crocodylus vers le Nouveau Monde depuis l'Afrique.

## Crocodile de l'Orénoque et l'Homme

### Menaces

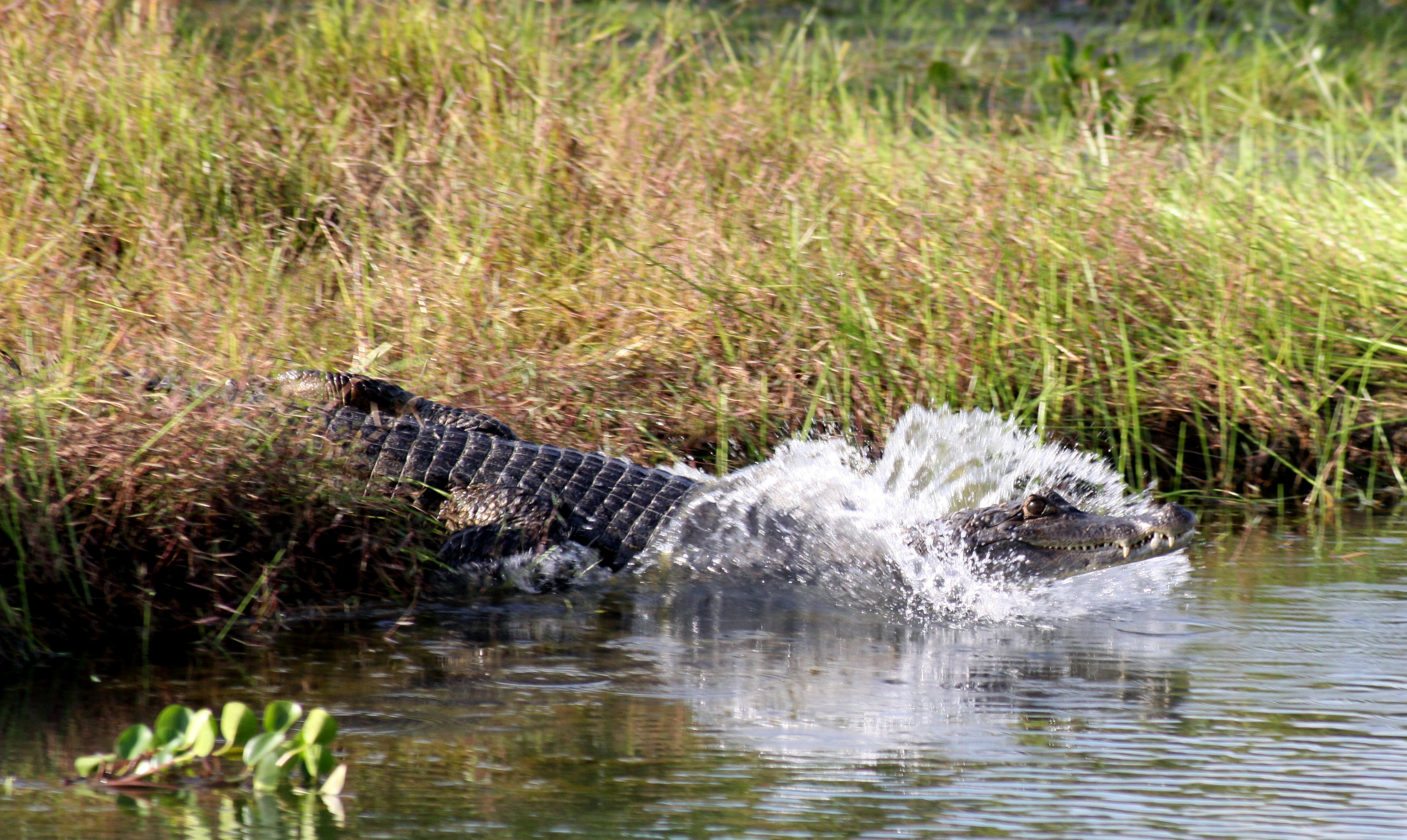
Crocodile de l'Orénoque.

Les populations de Crocodiles de l'Orénoque ont été décimées dans une grande partie de leur aire de distribution en raison d'une surexploitation commerciale de 1930 jusque dans les années 1960. Ainsi, selon Rafael Antelo, le directeur de la Fundación Palmarito vouée à l'élevage et à l'étude de cette espèce, la beauté de la peau du Crocodile de l'Orénoque a suscité la convoitise des marchands. En 1929, les compagnies de l'industrie de la fourrure, venues initialement s'installer pour chasser les alligators dans le delta de l'Orénoque, découvrent cette espèce de crocodile dont la peau est plus facile à travailler et non tachée. Toujours selon Antelo, à San Fernando de Apure qui est l'un des centres d'approvisionnement en peaux au Venezuela, entre 3 000 et 4 000 peaux auraient été négociées quotidiennement entre 1931 et 1934. En 1931, les échanges commerciaux de peaux de crocodiles au Venezuela atteignent un pic avec 730 401 kg vendus, avant de stagner jusqu'en 1934, puis de décroître rapidement à 2 400 kg en 1963. En s'appuyant sur des données de ce commerce illicite, Antelo estime qu'à cette époque il y avait au moins trois millions de ces animaux tout le long de l'Orénoque. Ainsi, ce crocodile est chassé quasiment jusqu'à l'extermination pour répondre à la demande mondiale de bottes, de manteaux, de sacs à main et autres articles en peau de crocodile. D'après un scientifique de la station de biologie tropicale Roberto Franco de Villavicencio, cette espèce compte encore de nombreux spécimens au début des années 1960. Mais les maroquiniers apprécient particulièrement la douceur de ces peaux, et il est estimé qu'un millier d'entre elles aurait été vendu chaque jour en Colombie à cette époque.
Bien que cette espèce soit protégée depuis les années 1970, sa population ne cesse de décroître et de se fragmenter. Leur habitat, au niveau des rivières, est également pollué à cause des activités humaines. De plus, les crocodiles sont tués lorsqu'ils entrent en conflit avec les humains tandis que la chasse illégale est de plus en plus importante. Par ailleurs, certaines personnes continuent de manger les œufs de crocodile, croyant à tort que cela leur permet d'améliorer leur état de santé général ou leur sexualité. En 2013, il y aurait environ 1 500 spécimens à l'état sauvage au Venezuela et moins de 200 en Colombie.

### Conservation

#### Mesures de conservation en Colombie

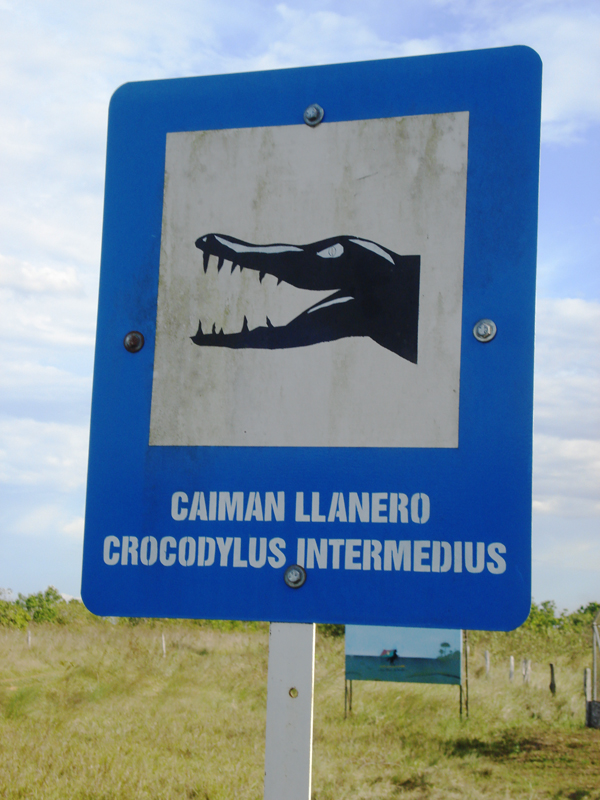
Panneau de risque de danger de rencontrer un Crocodile de l'Orénoque, à Orocué.

Federico Medem est le premier à alerter du danger de la chasse intensive à caractère commercial. Lors d'une étude menée entre 1974 et 1976, il ne détecte la présence que de 280 spécimens adultes au niveau des ríos Arauca, Casanare, Meta et Vichada, soit une zone représentant une superficie de 252 530 km2. Estimant la  population totale colombienne à moins de 1 000 spécimens, il décide de lancer un programme de conservation via l'élevage en captivité de ces crocodiles.
Malgré des dispositions légales adoptées à la fin des années 1960 et durant les années 1970 afin de protéger le Crocodile de l'Orénoque, une nouvelle étude entre 1994 et 1995 indique que la situation a empiré. Le 21 juillet 1997, selon le décret 676 du ministère de l'Environnement colombien, le Crocodile de l'Orénoque est considéré comme une espèce « en danger d'extinction » en Colombie,. Pour ce pays, il s'agit officiellement de la première espèce à être dans ce cas de figure. Cette décision prise par le Ministère s'appuie sur la détérioration de l'habitat du Crocodile de l'Orénoque, le brûlage des terres, la dessiccation des zones humides, l'altération du lit des rivières, la chasse intensive, le prélèvement des œufs et des nouveau-nés dans la nature ainsi que la destruction des nids.
En 1998, le gouvernement colombien, avec l'aide de l'Institut Humboldt, de l'université nationale de Colombie et d'autres organisations publiques et privées, réalise le « Programa Nacional para la Conservación del Caimán Llanero » (PROCAIMAN). Ce programme, dont la durée initiale est fixée à dix ans au minimum, a pour objectif d'éviter l'extinction du Crocodile de l'Orénoque en Colombie et de favoriser son retour dans son habitat naturel et ainsi permettre la conservation de cette espèce à long terme. Pour cela, six actions principales sont proposées : la récupération des œufs et des nouveau-nés, la construction d'une infrastructure permettant d'accueillir 2 500 individus, l'identification des habitats potentiels pour leur réintroduction, la définition du protocole de réintroduction, la réalisation de suivis pour les crocodiles relâchés dans la nature et un échange international sur ce crocodile,. En décembre 2007, environ 220 Crocodiles de l'Orénoque sont élevés en captivité en Colombie, la plupart d'entre eux étant à la station de biologie tropicale Roberto Franco (Estación de Biología Tropical Roberto Franco ou EBTRF) à Villavicencio. Le développement de projets in situ devient une priorité absolue en Colombie dès 2014, les initiatives précédentes étant jusqu'alors axées sur la conservation ex situ.
Le Crocodile de l'Orénoque fait partie du Proyecto Vida Silvestre, un programme lancé en 2014 dont l'objectif est de protéger dix espèces sauvages des Llanos de Colombie. En mai 2015, ce sont 21 Crocodiles de l'Orénoque, dont la taille varie entre 82 et 170 cm qui sont relâchés pour la première fois en Colombie, dans le parc national naturel El Tuparro dans le Vichada, grâce à ce projet parrainé essentiellement par Ecopetrol mais également par la Wildlife Conservation Society, l'unité administrative spéciale pour les parcs nationaux naturels de Colombie et la fondation Palmarito. Entre ce premier lâcher et février 2016, 41 spécimens dont certains sont équipés d'émetteurs radio sont réintroduits dans le parc national naturel El Tuparro.
En avril 2023, des scientifiques de l'Université nationale de Colombie réalisent une nouvelle opération de réintroduction dans la rivière Tomo, au nord-est de la Colombie. 14 spécimens, 2 mâles et 12 femelles, tous élevés en captivité, son relâchés dans leur habitat naturel, dans l'espoir qu'ils se reproduisent pour former de nouvelles populations.

#### Mesures de conservation au Venezuela

Nombre de Crocodiles de l'Orénoque relâchés au Venezuela (1990-2014).

Le 4 avril 1973, un décret est publié au Venezuela, interdisant la chasse de nombreuses espèces dont le Crocodile de l'Orénoque. En 1979, cette décision est ratifiée par une résolution présidentielle. Diverses stratégies de conservation sont également mises en œuvre, dont un programme d'élevage en captivité qui a commencé au milieu des années 1980. Le décret no 2702 de 1989 permet la création du Caño Guaritico Refuge. Cette zone protégée sert de projet pilote pour la réintroduction des crocodiles élevés en captivité dans l'environnement naturel de l'Orénoque. En 1993, le Grupo de Especialistas en Cocodrilos de Venezuela (GECV) publie un plan d'action pour la période 1994-1999. Le ministère de l'Environnement vénézuélien publie également un plan d'action stratégique en 1994.
Certaines initiatives privées voient le jour telles que la Estación Biológica del Hato El Frío, au nord de l'État d'Apure, fondée en 1973 à l'initiative de Javier Castroviejo, docteur en biologie venant de l'université complutense de Madrid. En 1987, quand cette station biologique entreprend un plan de sauvegarde du Crocodile de l'Orénoque, il n'y a plus que deux populations de ces reptiles dans le pays, d'environ 500 individus chacune. Ces dernières se situent au niveau des ríos Cojedes et Capanaparo. Dès 1989, et ce jusqu'en 2008, des crocodiles nés en captivité sont relâchés dans le caño Guaritico durant le mois de mai. Au total, 2 311 reptiles auraient ainsi été relâchés durant cette période. Néanmoins, en 2009, La Estación Biológica del Hato El Frío est expropriée,, à la suite d'un décret du président vénézuélien Hugo Chávez dicté le 31 mars de la même année dans lequel il ordonne « l'acquisition forcée des biens mobiliers et immobiliers, ainsi que les constructions (bienhechurías) qui composent le domaine connu sous le nom Hato El Frio [...] afin d'assurer la sécurité agro-alimentaire de la population vénézuélienne actuelle et de ses générations futures ».
Seijas (2011) constate qu'entre 1990 et 2010, plus de 7 600 Crocodiles de l'Orénoque ont été relâchés dans la nature au Venezuela. Ricardo Babarro G. recense la libération de 9 282 spécimens pour la période 1990-2014, avec un maximum historique de 763 en 2009. Par ailleurs, un grand nombre de spécimens vivent dans des exploitations d'élevage en captivité au Venezuela. Depuis le début des années 1990, beaucoup de nouveau-nés sont relâchés dans des ranchs privés et dans les parcs nationaux vénézuéliens. Alors que six programmes d'élevage en captivité se poursuivent en 2013 au Venezuela, beaucoup sont confrontés à un manque de fonds ou de personnel, ainsi qu'à des conflits entre installations privées et publiques.

#### Autres mesures de protection

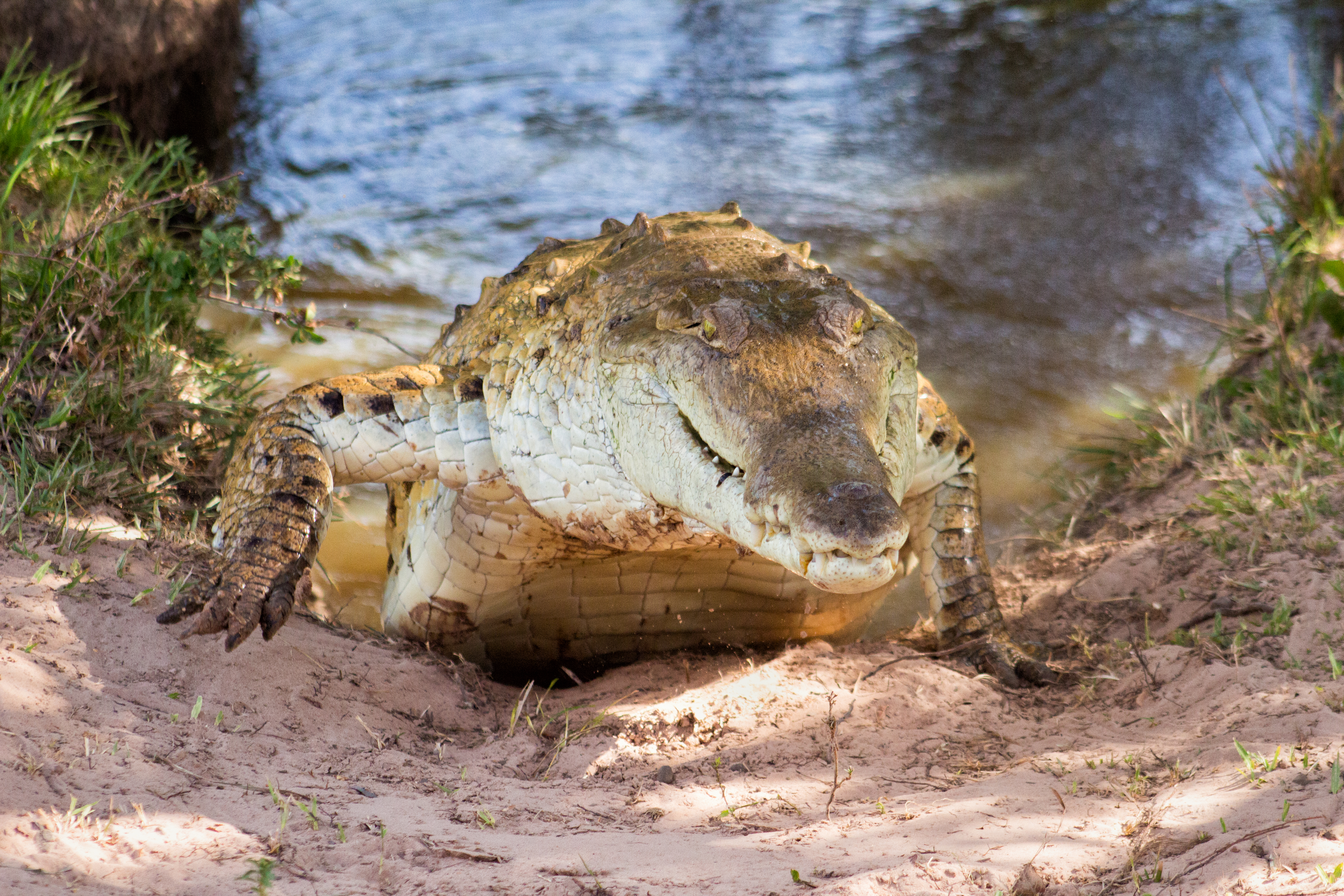
Crocodile de l'Orénoque, montant une berge.

À partir de 1982, l'Union internationale pour la conservation de la nature (UICN) considère qu'il s'agit d'une « espèce en danger » (EN). Depuis 1996, le Crocodile de l'Orénoque est répertorié dans la catégorie « espèce en danger critique d'extinction » (CR).
La Convention sur le commerce international des espèces de faune et de flore sauvages menacées d'extinction (CITES) en interdit le commerce international, en inscrivant cette espèce dans son annexe I le 1er juillet 1975. Le Crocodile de l'Orénoque est également ajouté à l'annexe A du EU Wildlife Trade Regulations le 1er juin 1997. Néanmoins, malgré ces dispositifs légaux, les populations de crocodiles à l'état sauvage n'ont que faiblement augmenté selon Andrés E. Seijas et Carlos Chávez en 2000.
En 2010, Michel Lacoste, fils de René Lacoste qui a fondé la marque au crocodile, est séduit par « Save your logo ». Ce programme, créé en France par le Fonds de Dotation pour la Biodiversité, propose aux grandes marques de s'engager pour l'animal de leur logo. Lacoste s'engage alors pour la protection des crocodiles en finançant Chelonia, une ONG espagnole, à hauteur de 150 000 euros sur trois ans afin de pouvoir notamment recenser les Crocodiles de l'Orénoque. Selon les dires de l'homme d'affaires français, il ne s'agit pas d'user « d'un support de communication » pour sa marque, mais de faire preuve de « responsabilité citoyenne ».

### Culture

#### Chez les Indiens

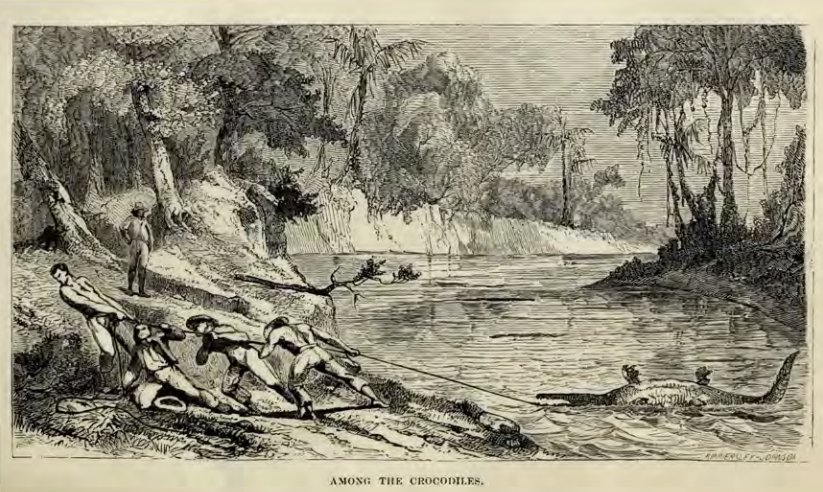
Illustration de Kinnersley Johnson représentant la capture d'un crocodile.

José Gumilla, un prêtre du XVIIIe siècle qui a écrit sur l'histoire naturelle de l'Orénoque, raconte la peur qu'inspire Crocodylus intermedius. Ainsi, « il est la férocité même » et il s'agit de « la progéniture brute de la plus grande monstruosité, l'horreur de toute chose vivante ; si redoutable que si un crocodile venait à se regarder dans un miroir, il fuirait en tremblant de lui-même ».
Dans certaines chroniques de voyages, des auteurs comme Humboldt et Bonpland (1826, 1908), Codazzi (1841), Gumilla (1791) ou Páez (1868), indiquent que le Crocodile de l'Orénoque fait partie de l'alimentation régulière des indigènes des Llanos et éventuellement de celle des créoles ou de voyageurs. Sa viande, sa graisse et ses œufs sont ainsi utilisés en tant que denrées alimentaires par les Indiens Otomaques et Guamos.
Sur le plan médical, il est observé que la graisse est utilisée en tant que remède pour certaines affections et maladies, aussi bien sur les humains que sur leurs animaux de compagnie. Ainsi, Codazzi note son utilisation pour soulager les symptômes des rhumatismes tandis que, selon Páez, la graisse permet de soigner les blessures des chevaux. De son côté, De Cisneros (1912) déclare que les crocs du Crocodile de l'Orénoque auraient des vertus contre les empoisonnements. Cela est déjà relevé par Gumilla qui constate que les Indiens Otomaques les vendent à très bon prix en tant que traitement contre les herbes vénéneuses et les morsures de serpents. Toujours d'après De Cisneros, le pénis permettrait de soigner le tétanos alors que la graisse aurait des effets purgatifs, les Indiens s'en servant pour le lavage gastrique. Les vertus antispasmodiques de la poudre de dents et de pénis sont également mentionnées par le père Antonio Caulín (1779). Par ailleurs, Thorbjarnarson (1987) rapporte que les œufs et le pénis du Crocodile de l'Orénoque serviraient de remède pour l'asthme. La graisse permettrait de soigner le rhume mais aussi les contusions et les problèmes de peau des chevaux.
Dans la région des Llanos, les Indiens décorent généralement leur corps avec une huile obtenue à partir d'œufs de tortues (P. expansa), qu'ils teintent ensuite en rouge grâce au rocou qui est le fruit du Bixa orellana. Néanmoins, Humboldt et Bonpland (1908) constatent que, lorsque l'huile de tortue vient à manquer, les Indiens la remplacent par de la graisse de crocodile. Par ailleurs, les crocs des Crocodiles de l'Orénoque sont principalement utilisés par les femmes en tant qu'ornements pour décorer leur corps. Au XIXe siècle, les hommes piaroas se font des colliers et des bracelets avec des dents de félins ou de crocodiles. Certaines parties du corps du crocodile sont également utilisées pour la décoration ou comme objets du quotidien chez les habitants des Llanos. Ainsi, Codazzi (1841) constate que la graisse peut servir de combustible pour alimenter les lampes tandis que Páez (1905) indique que des crânes de chevaux et des têtes de crocodiles pouvaient servir de sièges.
Le Crocodile de l'Orénoque occupant une place dans la conception du monde d'après les ethnies locales, certains produits de son corps sont utilisés en tant qu'éléments ornementaux et mystico-religieux. Certaines représentations du crocodile sous forme de manifestations mystico-artistico-culturelles, telles que des figurines en pierre ou en argile, ont également été faites.

#### Représentations diverses
Dans la chanson Mercedes, le chanteur vénézuélien Simón Díaz raconte l'histoire d'une jeune fille se baignant dans une rivière et se faisant attaquer par un Crocodile de l'Orénoque. Francisco Montoya fait référence à la force et à la férocité de ce crocodile dans la chanson El caimán de boca brava. Lors du carnaval de Guanare, capitale de l'État de Portuguesa, l'existence du Crocodile de l'Orénoque au niveau du lac de barrage de Tucupido est célébrée allégoriquement par des comparsas (groupes de danse folklorique) et des chars.
Le Crocodile de l'Orénoque est représenté sur plusieurs timbres. Le Venezuela édite en 1986 une série de quatre timbres sur la faune et la flore vénézuélienne, avec un Crocodile de l'Orénoque parmi les animaux édités. La Colombie fait de même en 2015 avec une série de quatre timbres sur la biodiversité endémique et menacée de Colombie. La République de Guinée édite en 2002 une série de quatre timbres sur les Crocodiliens dont un représente le Crocodile de l'Orénoque.

## Publication originale
- Graves, « Sur deux nouvelles espèces de crocodile. », dans Annales Générales des Sciences Physiques, vol. 2, Bruxelles, 1819 (lire en ligne), p. 343–353